# Lista över avsnitt av Uppdrag granskning
Detta är en lista över avsnitt av SVT:s samhällsprogram Uppdrag granskning. Listan bygger främst på SVT:s egna uppgifter och arkivposter i Svensk mediedatabas.

## 2001
Första säsongen sändes våren 2001 på onsdagar i SVT2. När höstsäsongen inleddes bytte programmet kanal och sändningsdag till SVT1 respektive tisdagar. Under sommaren detta år sändes ett antal specialprogram som inte tas upp i listan nedan.
| Nr | Avsnitt                        | Sändes            |
| --- | ------------------------------ | ----------------- |
| 1 | "Läkemedel som dödar"          | 17 januari 2001   |
| Om läkemedlet Gammonativ som kan sprida hepatitvirus. Reportrar: Jonas Olsson och Stefan Eriksson |                                |                   |
| 2 |                                | 24 januari 2001   |
| Om HUGO-projektet och dess kartläggning av gener (Erik Tjernström). Vattenkraftverkens säkerhet (Micael P Lekberg). |                                |                   |
| 3 |                                | 31 januari 2001   |
| |                                |                   |
| 4 |                                | 7 februari 2001   |
| Rättssäkerhet och skattelagstiftning (Reporter: Bo Holmström). Hälsorisker med mobiltelefoni (Per Lapins). |                                |                   |
| 5 |                                | 14 februari 2001  |
| Reporter: Janne Josefsson. |                                |                   |
| 6 |                                | 21 februari 2001  |
| |                                |                   |
| 7 |                                | 28 februari 2001  |
| Om arbetslöshetsstatistik, reporter: Tina Thunander. Om offentlighetsprincipen, reporter: Christoph Andersson. Reportaget om arbetslöshetsstatistik fälls i Granskningsnämnden som anser att det strider mot kravet på opartiskhet. |                                |                   |
| 8 |                                | 7 mars 2001       |
| |                                |                   |
| 9 |                                | 14 mars 2001      |
| |                                |                   |
| 10 |                                | 21 mars 2001      |
| |                                |                   |
| 11 |                                | 28 mars 2001      |
| |                                |                   |
| 12 |                                | 4 april 2001      |
| |                                |                   |
| 13 |                                | 11 april 2001     |
| Reporter: Agneta Bernárdzon. |                                |                   |
| 14 |                                | 18 april 2001     |
| Reporter: Janne Josefsson. |                                |                   |
| 15 |                                | 25 april 2001     |
| |                                |                   |
| 16 |                                | 2 maj 2001        |
| |                                |                   |
| 17 |                                | 9 maj 2001        |
| |                                |                   |
| 18 |                                | 16 maj 2001       |
| |                                |                   |
| 19 |                                | 23 maj 2001       |
| |                                |                   |
| 20 |                                | 30 maj 2001       |
| Da Costa-fallet. Reporter: Lars Borgnäs. |                                |                   |
| 1 |                                | 14 augusti 2001   |
| Skottlossningen i samband med Göteborgskravallerna. |                                |                   |
| 2 |                                | 21 augusti 2001   |
| Uppföljning av två tidigare reportage om prostituerade kvinnor i Europa. (Janne Josefsson, Hannes Råstam) |                                |                   |
| 3 |                                | 28 augusti 2001   |
| Om missförhållanden på paragraf 12-hem. |                                |                   |
| 4 |                                | 4 september 2001  |
| Om svenskt biståndspolitik och Guinea-Bissau. |                                |                   |
| 5 | "Den enes nöd den andres bröd" | 11 september 2001 |
| Programmet ställdes in till följd av 11 september-attackerna. Om flyktingsmuggling (Michael Kucera och Evin Rubar). Om timanställda (Stefan Eriksson).                                                                              |                                |                   |
| 6 |                                | 18 september 2001 |
| |                                |                   |
| 7 |                                | 25 september 2001 |
| |                                |                   |
| 8 |                                | 2 oktober 2001    |
| Uppföljning av reportaget om polisens insatser vid Göteborgskravallerna. Reportrar: Janne Josefsson och Hannes Råstam. |                                |                   |
| 9 |                                | 9 oktober 2001    |
| |                                |                   |
| 10 |                                | 16 oktober 2001   |
| |                                |                   |
| 11 |                                | 23 oktober 2001   |
| |                                |                   |
| 12 | "Sjuk på sjukhus"              | 30 oktober 2001   |
| Om misstag och felbehandlingar på svenska sjukhus (Hasse Carlsson). |                                |                   |
| 13 |                                | 6 november 2001   |
| Om att tjäna pengar på hemlösa. |                                |                   |
| 14 |                                | 13 november 2001  |
| Om dödsfall och skador i arbetslivet. |                                |                   |
| 15 |                                | 20 november 2001  |
| Om hur åklagaren i åtalet mot Hannes Westberg använt redigerade videofilmer som bevis. Reporter: Janne Josefsson. |                                |                   |
| 16 |                                | 27 november 2001  |
| Om oetiska investeringar inom Svenska kyrkan. |                                |                   |
| 17 |                                | 4 december 2001   |
| Om stamcellsforskning. |                                |                   |
| 18 |                                | 11 december 2001  |
| Om vårdnadstvister när domstol dömt till gemensam vårdnad trots att en partner dömts för misshandel av den andre. |                                |                   |
| 19 | "Vittnet som försvann"         | 18 december 2001  |
| Da Costa-fallet. Reporter: Lars Borgnäs. |                                |                   |

## 2002
Vid starten av höstsäsongen blev Karin Hübinette ny programledare.
| Nr | Avsnitt                      | Sändes            |
| --- | ---------------------------- | ----------------- |
| 1 |                              | 8 januari 2002    |
| Om mobbning på arbetsplatser. Om Polisens och Migrationsverkets verkställande av avvisningsbeslut. |                              |                   |
| 2 |                              | 15 januari 2002   |
| Om dödsolyckor i samband med värnplikt. Fallet med Emil Nihlmark som drunknade under en övning 1999 tas upp. |                              |                   |
| 3 |                              | 22 januari 2002   |
| Repris av ett reportage från 1998 om Fadime Sahindal. |                              |                   |
| 4 |                              | 29 januari 2002   |
| Reporter: Stefan Eriksson. |                              |                   |
| 5 |                              | 5 februari 2002   |
| |                              |                   |
| 6 |                              | 12 februari 2002  |
| Reporter: Tina Thunander |                              |                   |
| 7 |                              | 19 februari 2002  |
| |                              |                   |
| 8 |                              | 26 februari 2002  |
| |                              |                   |
| 9 |                              | 5 mars 2002       |
| |                              |                   |
| 10 |                              | 12 mars 2002      |
| |                              |                   |
| 11 |                              | 19 mars 2002      |
| Om svart bostadshandel. Reporter: Janne Josefsson |                              |                   |
| 12 |                              | 26 mars 2002      |
| Om privat sjukvård och privata sjukvårdsförsäkringar. Reporter: Per Lärka. Dessutom uppföljning om svart bostadshandel. Reporter: Johan Winberg. |                              |                   |
| 13 |                              | 2 april 2002      |
| Reporter: Karin Jonsson |                              |                   |
| 14 |                              | 9 april 2002      |
| Reporter: Lars Borgnäs |                              |                   |
| 15 |                              | 16 april 2002     |
| |                              |                   |
| 16 |                              | 23 april 2002     |
| |                              |                   |
| 17 |                              | 7 maj 2002        |
| Om Svenska Turistlägenheter AB som hyr ut fastigheter med hög hyra och låg standard till socialtjänsten i Göteborg. Reporter: Janne Josefsson. |                              |                   |
| 18 |                              | 14 maj 2002       |
| Reporter: Anne Lundberg |                              |                   |
| 19 |                              | 21 maj 2002       |
| Reporter: Marianne Gillgren |                              |                   |
| 20 |                              | 28 maj 2002       |
| |                              |                   |
| 21 |                              | 4 juni 2002       |
| Da Costa-fallet. Reporter: Lars Borgnäs. Dessutom om osäkra HIV-test för gravida. |                              |                   |
| 22 |                              | 11 juni 2002      |
| Reporter: Johan Winberg |                              |                   |
| 23 | "Ett år efter kravallerna"   | 18 juni 2002      |
| Om Göteborgskravallerna. Reportrar: Janne Josefsson och Hannes Råstam. |                              |                   |
| 1 |                              | 13 augusti 2002   |
| Säsongspremiär. |                              |                   |
| 2 |                              | 20 augusti 2002   |
| |                              |                   |
| 3 |                              | 27 augusti 2002   |
| Om jämställdheten inom svensk politik. |                              |                   |
| 4 |                              | 3 september 2002  |
| Om svensk flyktingpolitisk debatt. Bland annat om de borgerliga i Skåne län som regerade med stöd av Skånes väl (Per Lärka) och den socialdemokratiske riksdagsledamoten Berndt Ekholm som hindrades att lägga fram en motion om en generösare asylrätt (Johan Zackrisson Winberg). |                              |                   |
| 5 | "Kyliga vindar i stugvärmen" | 10 september 2002 |
| Valstugereportaget. Reportrar: Jan Josefsson och Lars-Göran Svensson |                              |                   |
| 6 |                              | 17 september 2002 |
| Om äldrevården |                              |                   |
| 7 |                              | 24 september 2002 |
| |                              |                   |
| 8 |                              | 1 oktober 2002    |
| |                              |                   |
| 9 |                              | 8 oktober 2002    |
| Om doping vid gym. Reporter: Fredrik Undevik. |                              |                   |
| 10 |                              | 15 oktober 2002   |
| Om hästtransporter i Europa. Reporter: Elisabet Höglund. |                              |                   |
| 11 |                              | 22 oktober 2002   |
| Om barn och ungdomar som omhändertas av samhället. Reporter: Andreas Rocksén |                              |                   |
| 12 |                              | 29 oktober 2002   |
| |                              |                   |
| 13 |                              | 5 november 2002   |
| Om bristande integration på svensk arbetsmarknad. Reporter: Per Lärka. |                              |                   |
| 14 |                              | 12 november 2002  |
| |                              |                   |
| 15 |                              | 19 november 2002  |
| |                              |                   |
| 16 |                              | 26 november 2002  |
| |                              |                   |
| 17 |                              | 3 december 2002   |
| |                              |                   |
| 18 |                              | 10 december 2002  |
| Om handikappade som inte får behålla sina barn. Reporter: Janne Josefsson. |                              |                   |
| 19 |                              | 17 december 2002  |
| Om bekämpningsmedel i svenskt dricksvatten (Jonas Olsson). Öppet arkiv |                              |                   |

## 2003
| Nr | Avsnitt                             | Sändes            |
| --- | ----------------------------------- | ----------------- |
| 1 |                                     | 7 januari 2003    |
| Tillbakablickar på 2002. |                                     |                   |
| 2 | "Hotet från oljan"                  | 14 januari 2003   |
| Reporter: Andreas Rocksén. Tilldelades "prins Rainier III:s hederspris". |                                     |                   |
| 3 |                                     | 21 januari 2003   |
| Om svensk äldrevård. Reportrar: Agneta Bernárdzon och Karin Jonsson. |                                     |                   |
| 4 |                                     | 28 januari 2003   |
| Mer om äldrevård. Reportrar: Agneta Bernárdzon och Karin Jonsson. |                                     |                   |
| 5 |                                     | 4 februari 2003   |
| Om sexköpslagen. Reporter: Nadja Yllner. |                                     |                   |
| 6 | "Hur farlig är mobilstrålningen?"   | 11 februari 2003  |
| Reporter: Johan Winberg |                                     |                   |
| 7 |                                     | 18 februari 2003  |
| Om Ljusdals kommun som har landets lägsta valdeltagande. Reporter: Marianne Gillgren. Dessutom om gruvbrytning i Ghana. Reporter: Oscar Hedin.                                  |                                     |                   |
| 8 |                                     | 25 februari 2003  |
| |                                     |                   |
| 9 |                                     | 4 mars 2003       |
| Om långtidssjukskrivningar. Reporter: Kirsi Vanttaja. |                                     |                   |
| 10 |                                     | 11 mars 2003      |
| Om rökning bland kvinnor. Reporter: Kenny Åkesson. |                                     |                   |
| 11 |                                     | 18 mars 2003      |
| Om spelmissbruk. Reporter: Kicki Hultin. |                                     |                   |
| 12 |                                     | 25 mars 2003      |
| |                                     |                   |
| 13 |                                     | 1 april 2003      |
| Om svenskt stöd till tobaksodling genom EU. Reporter: Anne Lundberg |                                     |                   |
| 14 | "Jehovas vittnen skyddar pedofiler" | 8 april 2003      |
| Reportrar: Janne Josefsson och Lars-Göran Svensson. Programmet fälldes av Granskningsnämnden som bedömde att det stred mot kravet på opartiskhet i SVT:s sändningstillstånd.    |                                     |                   |
| 15 |                                     | 15 april 2003     |
| Om Samhall. Reporter: Micael P Lekberg. |                                     |                   |
| 16 |                                     | 22 april 2003     |
| Om Sverige relation till Israel och Palestina. Reporter: Lars Borgnäs. |                                     |                   |
| 17 |                                     | 29 april 2003     |
| Om flyktingar som luras av sina advokater. Reporter: Carl Larsson. Dessutom uppföljning om Göteborgskravallerna.                                                                |                                     |                   |
| 18 |                                     | 6 maj 2003        |
| Om Nigerabrev. Reporter: Lena Laurén. Dessutom mer om mobilstrålning. |                                     |                   |
| 19 |                                     | 13 maj 2003       |
| Om barnmisshandel. Reporter: Nadja Yllner. |                                     |                   |
| 20 |                                     | 20 maj 2003       |
| Om arbetsplatsolyckor. Reporter: Kicki Hultin. Dessutom om självskadebeteende. Reporter: Katarina Wennstam.                                                                     |                                     |                   |
| 21 |                                     | 27 maj 2003       |
| Om mobbning i Överkalix. Reporter: Ingrid Haglund. |                                     |                   |
| 22 |                                     | 3 juni 2003       |
| Om gode män. Reporter: Karin Jonsson. Dessutom om Enköpings kommun som dragit in försörjningsstöd trots brist på bevis. Reporter: Keja Stenström.                               |                                     |                   |
| 23 |                                     | 10 juni 2003      |
| Om luftföroreningar inomhus. Reporter: Hanna Solberger. |                                     |                   |
| 24 |                                     | 17 juni 2003      |
| Om oförklarliga bilbränder. Reporter: Jonas Olsson. |                                     |                   |
| 1 |                                     | 26 augusti 2003   |
| Om EMU-omröstningen. |                                     |                   |
| 2 | "Branden på Sankt Sigfrid"          | 2 september 2003  |
| Om en brand med dödsfall på Sankt Sigfrids sjukhus i Växjö. Reporter: Jan Josefsson.                                                                                            |                                     |                   |
| 3 |                                     | 9 september 2003  |
| Reporter: Mariane Gillgren. |                                     |                   |
| 4 |                                     | 16 september 2003 |
| Om barnförsäkringar. Reporter: Johan Winblad. Dessutom om en man som riskerar utlämning till Grekland till följd av nya EU-regler. Reportrar: Keja Stenström och Ingrid Haglund |                                     |                   |
| 5 | "En officers heder"                 | 23 september 2003 |
| Reporter: Micael P Lekberg |                                     |                   |
| 6 |                                     | 30 september 2003 |
| |                                     |                   |
| 7 |                                     | 7 oktober 2003    |
| Reporter: Lars Borgnäs. |                                     |                   |
| 8 | "Drömmen om ett barn"               | 14 oktober 2003   |
| Om risker med provrörsbefruktning. Reporter: Erik Tjernström. Dessutom, om en man som ska ha dömts för ett brott som inte finns. Reporter: Micael P Lekberg                     |                                     |                   |
| 9 |                                     | 21 oktober 2003   |
| Reporter: Kenny Åkesson. |                                     |                   |
| 10 | "Lagligt knark utan kontroll"       | 28 oktober 2003   |
| Om naturliga droger som säljs på Internet. Reporter: Kicki Hultin. |                                     |                   |
| 11 |                                     | 4 november 2003   |
| |                                     |                   |
| 12 |                                     | 11 november 2003  |
| |                                     |                   |
| 13 |                                     | 18 november 2003  |
| |                                     |                   |
| 14 | "Tog de fajten?"                    | 25 november 2003  |
| Om Kommunalstrejken 2003. Reporter: Jan Josefsson. |                                     |                   |
| 15 |                                     | 2 december 2003   |
| |                                     |                   |
| 16 |                                     | 9 december 2003   |
| |                                     |                   |
| 17 |                                     | 16 december 2003  |
| |                                     |                   |

## 2004
På sommaren visades även sju program i serien  Uppdrag granskning - vad hände sen?.
| Nr | Avsnitt              | Sändes            |
| --- | -------------------- | ----------------- |
| 1 |                      | 20 januari 2004   |
| Om en kvinna som invalidiserats efter att ha använt en felmonterad stege tillverkad av Samhall. Efter en först fällande dom friades Samhall i hovrätten. Reporter: Nicke Nordmark. Dessutom om Psykiatrireformen. Reporter: Jonas Magnusson.                          |                      |                   |
| 2 |                      | 27 januari 2004   |
| Fem år med sexköpslagen. Reporter: Cecilia Zadig. |                      |                   |
| 3 |                      | 3 februari 2004   |
| Fallet Ulf. Om en bristfällig polisutredning som lett till att en man dömts till grov våldtäkt. Reporter: Hannes Råstam. |                      |                   |
| 4 |                      | 10 februari 2004  |
| Om svensk alkoholpolitik. Reporter: Lars Borgnäs. |                      |                   |
| 5 |                      | 17 februari 2004  |
| Om hur Korsnäs sagt upp tretton personer med hänvisning till nya tolkningar om vad som utgör bristande kompetens. Reporter: Johan Winblad. Dessutom ett reportage om en vårdnadstvist. Reporter: Tina Thunander.                                                      |                      |                   |
| 6 |                      | 24 februari 2004  |
| Om slarv och bristande samarbete mellan socialtjänst och polis i Malmö, vilken leder till problem i bekämpandet av ungdomsbrottslighet. Reporter: Micael P Lekberg.                                                                                                   |                      |                   |
| 7 |                      | 2 mars 2004       |
| Om riksdagsledamöters förmåner. Reporter: Jonas Olsson. |                      |                   |
| 8 |                      | 9 mars 2004       |
| Om Stockholms stadsmission. Reporter: Janne Josefsson. |                      |                   |
| 9 |                      | 16 mars 2004      |
| Om skillnader i behandling av hjärtproblem. Reportrar: Hasse Karlsson och Erik Tjernström. Dessutom, om djurkarantäner. Reporter: Thomas Reckmann. |                      |                   |
| 10 |                      | 23 mars 2004      |
| Om EU-bidrag som delas ut trots vanskötsel av djur. Reporter: Kenny Åkesson. Dessutom om kvinnofridsbrott. Reporter: Kristin Hånell. |                      |                   |
| 11 |                      | 30 mars 2004      |
| Fallet Ulf. Mer om incestdomen. Reporter: Hannes Råstam. Dessutom, mer om hjärtsjukvård. Reportrar: Hasse Karlsson och Erik Tjernström. |                      |                   |
| 12 |                      | 6 april 2004      |
| Om svartstädning. Reportrar: Karin Jonsson och Nicke Nordmark. |                      |                   |
| 13 |                      | 13 april 2004     |
| Om ryssar i Lettland. Reporter: Lars Borgnäs. |                      |                   |
| 14 | "Vargjägarna, del 1" | 20 april 2004     |
| Om illegal vargjakt. Reporter: Oscar Hedin, samarbete med NRK:s Brennpunkt. Dessutom om Lars Kihlstedt som dömts till häleri trots att det kanske inte är ett brott. Reporter: Micael P Lekberg.                                                                      |                      |                   |
| 15 | "Vargjägarna, del 2" | 27 april 2004     |
| Mer om vargjakt. Reporter: Oscar Hedin, samarbete med NRK:s Brennpunkt. |                      |                   |
| 16 |                      | 4 maj 2004        |
| Om Vattenfalls brytning av brunkol i tidigare Östtyskland som leder till att byn Horno i Jänschwalde jämnas med marken. Reporter: Kicki Hultin. |                      |                   |
| 17 |                      | 11 maj 2004       |
| Om Filadelfiaförsamlingen i Knutby. Reporter: Marianne Gillgren. Mer om illegal jakt, på lodjur. Reporter: Oscar Hedin. |                      |                   |
| 18 |                      | 18 maj 2004       |
| Om bristande kontroll av minnesgåvor. Reporter: Agneta Bernardzón. Dessutom om dieselsmuggling. Reporter: Nicke Nordmark. |                      |                   |
| 19 |                      | 25 maj 2004       |
| Om skolsegregation i Malmö. Reporter: Tina Thunander. Dessutom om en visselblåsare som sparkades av LKAB. Reporter: Johan Winblad. |                      |                   |
| 20 |                      | 1 juni 2004       |
| Om svenska EU-parlamentarikers arbete. Reportrar: Nina Löfgren och Jonas Olsson. Mer om Knutbyförsamlingen. Reporter: Marianne Gillgren. Slutligen uppföljning av reportage om sexövergrepp inom Jehovas vittnen. Reportrar: Janne Josefsson och Lars-Göran Svensson. |                      |                   |
| 21 |                      | 8 juni 2004       |
| Om barn som utnyttjas i samband med flyktingsmuggling. Reporter: Kenny Adersjö. Dessutom om John Condliffe som söker behandling för epilepsi som kanin efter att ha nekats behandling som människa. Reporter: Kicki Hultin.                                           |                      |                   |
| 1 |                      | 24 augusti 2004   |
| Om Verklighetens Center. Reporter: Pekka Kenttälä. Dessutom om bygget av Botniabanan. Reporter: Stefan Persson. |                      |                   |
| 2 |                      | 31 augusti 2004   |
| Om StoraEnsos köp av skog i Karelen. Reporter: Daniel Öhman. Dessutom om bristande hantering av mål i Regeringsrätten. Reporter: Pelle Oskarsson. |                      |                   |
| 3 |                      | 7 september 2004  |
| En pedofil berättar hur de går till väga för att utnyttja barn sexuellt. Reporter: Hannes Råstam. Dessutom om skendande byggkostnader för Turning Torso i Malmö. Reporter: Tina Thunander.                                                                            |                      |                   |
| 4 |                      | 14 september 2004 |
| Om hur regeringen inte vill tillsätta en ny utredning om Estoniakatastrofen. Reporter: Lars Borgnäs. |                      |                   |
| 5 |                      | 21 september 2004 |
| Om föräldrar som hindrar sina barn från att gå i skolan. Reporter: Nicke Nordmark. Dessutom mer om nätpedofiler. Reporter: Karin Hübinette. |                      |                   |
| 6 |                      | 28 september 2004 |
| Granskning av Vänsterpartiets moderna historia. Reporter: Janne Josefsson. |                      |                   |
| 7 |                      | 5 oktober 2004    |
| Fortsatt granskning av Vänsterpartiet med fokus på Lars Ohly. Reporter: Janne Josefsson. |                      |                   |
| 8 |                      | 12 oktober 2004   |
| Om rättspsykiatri. Reporter: Micael P Lekberg. |                      |                   |
| 9 |                      | 19 oktober 2004   |
| Om protester mot skogsavverkning. Reporter: Karin Jonsson. |                      |                   |
| 10 |                      | 26 oktober 2004   |
| Om dåliga villkor för arbetare inom leksaksindustrin i Guangdong. Reportrar: Kristina Bjurling och Lotta Ekelund. Dessutom om dåliga villkor för dammsugarförsäljare. Reporter: Beppe Starbrink.                                                                      |                      |                   |
| 11 |                      | 2 november 2004   |
| Om psykologer och psykoterapeuter som verkar utan legitimation. Reporter: Oskar Hedin. |                      |                   |
| 12 |                      | 9 november 2004   |
| Mer om fallet Ulf och behandlingshemmet Ekbacken. Reporter: Hannes Råstam. |                      |                   |
| 13 |                      | 16 november 2004  |
| Om hur östrogenbehandling leder till ökad risk bröstcancer. Reporter: Hasse Karlsson. |                      |                   |
| 14 |                      | 23 november 2004  |
| Om slovenska gästarbetare i Sverige. Reporter: Christer Stenberg. Dessutom om en polsk byggnadsarbetare som dött vid byggandet av Svinesundsbron. Reporter: Pekka Kenttälä.                                                                                           |                      |                   |
| 15 |                      | 30 november 2004  |
| Om hur den sjunkna färjan Estonia användes för transport av ryskt krigsmateriel. Reporter: Lars Borgnäs. |                      |                   |
| 16 |                      | 7 december 2004   |
| Om dyr tandvård. Reporter: Agneta Bernárdzon. |                      |                   |
| 17 |                      | 14 december 2004  |
| Tillbakablick på årets reportage. |                      |                   |

## 2005
| Nr | Avsnitt                           | Sändes            |
| --- | --------------------------------- | ----------------- |
| 1 |                                   | 11 januari 2005   |
| Ett reportage från det norska programmet Brennpunkt. |                                   |                   |
| 2 |                                   | 18 januari 2005   |
| Om Hallandsåstunneln. Reporter: Kicki Hultin. Dessutom om kvinnor som cancer efter östrogenbehandling. |                                   |                   |
| 3 |                                   | 25 januari 2005   |
| Om bidragsfusk. Reportrar. Jonas S. Magnusson, Janne Josefsson och Nicke Nordmark. Dessutom om kontrollanter på Försäkringskassan. Reporter: Erik Tjernström. |                                   |                   |
| 4 |                                   | 1 februari 2005   |
| Mer om bidragsfusk. Reporter: Jonas S. Magnusson. Mer om sjukförsäkringsbedrägeri. Reporter: Ulla Danné. |                                   |                   |
| 5 |                                   | 8 februari 2005   |
| Om olika sorters pensionsbedrägeri kopplat till personer från Serbien och Kosovo. Reportrar: Janne Josefsson och Lars-Göran Svensson. |                                   |                   |
| 6 |                                   | 15 februari 2005  |
| Om hur människor med sjukpenning systematiskt ges sjukersättning istället. Reporter: Marianne Gillgren. |                                   |                   |
| 7 |                                   | 22 februari 2005  |
| Om Rikstrafikens upphandlingar av flyg till glesbygd som fördyrats. Reporter: Hasse Johansson. Dessutom om gruvdrift i Ghana och Anglo Gold Ashanti, som levererar till de svenska företagen Sandvik AB och Atlas Copco. Reporter: Oscar Hedin. |                                   |                   |
| 8 |                                   | 1 mars 2005       |
| Om hur regeringen avstått från att delat i krisövningar anordnade av Krisberedskapsmyndigheten. Reporter: Ulf Hambraeus. Om Sveriges illa fungerande räddningsinsatser i samband med Tsunamikatastrofen. Reportrar: Pekka Kenttälä och Nicke Nordmark. Dessutom med om Vänsterpartiets historia. Reportrar: Janne Josefsson och Lars-Göran Svensson. |                                   |                   |
| 9 |                                   | 8 mars 2005       |
| Om Tsunamikatastrofens politiska efterspel. Reporter: Johan Zachrisson Winberg. Dessutom: Mer om krisberedskapen under Tsunamikatastrofen. Reporter: Matilda Uusijärvi. |                                   |                   |
| 10 | "Polisens hemliga spaningsarbete" | 15 mars 2005      |
| Om polisens samarbete med informatörer. Reportrar: Peder Carlquist och Andreas Björklund. |                                   |                   |
| 11 |                                   | 22 mars 2005      |
| Om apatiska flyktingbarn. Reporter: Agneta Bernardzón. |                                   |                   |
| 12 |                                   | 29 mars 2005      |
| Om en man som nekats plats på äldreboende. Reporter: Lasse Weldeborn. Dessutom ett reportage från Danmarks Radio om en kvinna som genomgått mastektomi i förebyggande syfte. |                                   |                   |
| 13 |                                   | 5 april 2005      |
| Om Dan Jering som lämnat sitt jobb på Kronofogdemyndigheten för att hjälpa skuldsatta. Reporter: Kenny Adersjö. Dessutom ett reportage från ZDF om utländsk arbetskraft. |                                   |                   |
| 14 |                                   | 12 april 2005     |
| Om risker med plastikkirurgi. |                                   |                   |
| 15 |                                   | 26 april 2005     |
| Om hur Socialdemokraterna i Karlstads kommun lovat att ingen kommunanställd skulle tjäna under 15 000 kronor, vilket inte var mycket högre än kollektivavtalet. Reporter: Janne Josefsson. |                                   |                   |
| 16 |                                   | 3 maj 2005        |
| Om hockeyspelare och skatteregler. Reporter: Pekka Kenttälä. |                                   |                   |
| 17 |                                   | 10 maj 2005       |
| Ytterligare ett reportage om Fallet Ulf. Reporter: Hannes Råstam. |                                   |                   |
| 18 |                                   | 17 maj 2005       |
| Om svenska myndigheter om anlitar städfirmor med svart arbetskraft. Reporter: Ulla Danné. |                                   |                   |
| 19 |                                   | 24 maj 2005       |
| Mer om Tsunamikatastrofen. Reporter: Matilda Uusijärvi. |                                   |                   |
| 20 |                                   | 31 maj 2005       |
| Om dåliga villkor för lastbilschaufförer. Reporter: Hasse Johansson. Dessutom om hur svenska riksdagsledamöter inte vill svara på en kunskapsenkät om den europeiska konstitutionen. Reportrar: Janne Josefsson och Caroline Stenman. |                                   |                   |
| 21 |                                   | 7 juni 2005       |
| Om Christopher Gillberg och DAMP. Reporter: Björn Tunbäck. |                                   |                   |
| 22 |                                   | 14 juni 2005      |
| Om kontroll av svartarbetet i Tyskland. Reporter: Christer Stenberg. |                                   |                   |
| 1 |                                   | 30 augusti 2005   |
| Om hur EU-stöd gör att barn dricker skolmjölk som är fetare än Livsmedelsverkets rekommendationer. Reporter: Johan Zackrisson Winberg. |                                   |                   |
| 2 |                                   | 9 september 2005  |
| Om hantering av tandguld efter kremering. Reporter: Lars-Göran Svensson. |                                   |                   |
| 3 |                                   | 13 september 2005 |
| Om Ahmed och Nimo som är svenska medborgare men som tagits till Somalia mot deras vilja. Reporter: Kenny Adersjö. |                                   |                   |
| 4 |                                   | 20 september 2005 |
| Mer om Vattenfalls affärer i Tyskland och byn Horno. Reportrar: Kicki Hultin och Björn Tunbäck. Dessutom uppföljning om Ahmed och Nimo som snabbt fick komma tillbaka till Sverige efter att reportaget sänts. |                                   |                   |
| 5 |                                   | 27 september 2005 |
| Om en man som dött efter att en metadonbehandling avbrutits. Reporter: Hanna Solberger. |                                   |                   |
| 6 |                                   | 4 oktober 2005    |
| Om dyra tandimplantat. Reporter: Peder Carlquist |                                   |                   |
| 7 |                                   | 11 oktober 2005   |
| Om lånehajar på statliga kasinon. Reporter: Mikael Funke. |                                   |                   |
| 8 |                                   | 18 oktober 2005   |
| Om löneskillnader för svenska och thailändska arbetare vid utbyggnaden av Preemraff Lysekil. Reporter: Tomas Bresky. Dessutom om företagskapning. Reporter: Sophia Djiobaridis. |                                   |                   |
| 9 |                                   | 25 oktober 2005   |
| Om polisens agerande i samband med avvisningar. Reporter: Hasse Johansson och Nicke Nordmark. Om svenska medborgaren Lech som inte kunnat lämna Polen. Reporter: Magnus Wennerholm. |                                   |                   |
| 10 |                                   | 1 november 2005   |
| Mer om apatiska flyktingbarn, särskilt om Sabine som utvisats till Makedonien. Reporter: Marianne Gillgren. |                                   |                   |
| 11 |                                   | 8 november 2005   |
| Om två värnpliktiga som dog under en övning vid Amfibieregementet. Reporter: Andreas Rocksén. |                                   |                   |
| 12 |                                   | 15 november 2005  |
| Om svensk elmarknad. Reporter: Christer Stenberg. |                                   |                   |
| 13 |                                   | 22 november 2005  |
| Om hur äggstockar rutinmässigt opereras bort i samband med hysterektomi. Reportrar: Per Karlsson och Kicki Hultin. |                                   |                   |
| 14 |                                   | 29 november 2005  |
| Om människor som gömmer sig för att undvika utvisning. Reporter: Per Lärka. Dessutom om stölder hos gamla och funktionshindrade. Reportrar: Hasse Johansson och Nicke Nordmark. |                                   |                   |
| 15 |                                   | 6 december 2005   |
| Fortsatt granskning av behandlingshemmet Ekbacken. Reporter: Hannes Råstam. |                                   |                   |
| 16 |                                   | 13 december 2005  |
| Om hur svenska domstolar bedömer olika hårt. Reporter: Björn Tunbäck. |                                   |                   |
| 17 |                                   | 20 december 2005  |
| Om en långdragen strid mellan samebyar och markägare om renskötsel. Reporter: Pekka Kenttälä. |                                   |                   |

## 2006
Vårsäsongen var den sista som leddes från Stockholm av Elisif Elvinsdotter. Under sommaren sändes sju program under titeln Uppdrag granskning - sommarspecial som inte finns med nedan. Till hösten flyttade programmet till Göteborg och Janne Josefsson och Karin Mattisson blev nya programledare.
| Nr | Avsnitt                            | Sändes            |
| --- | ---------------------------------- | ----------------- |
| 1 | "Bortkastat bistånd"               | 10 januari 2006   |
| Om svenskt bistånd i Uganda. |                                    |                   |
| 2 | "Scandinavian star"                | 17 januari 2006   |
| Om brandolyckan på M/S Scandinavian Star. Samarbete med norsk och dansk TV. |                                    |                   |
| 3 | "Smittade av staten"               | 24 januari 2006   |
| Om Björn Fhärm som smittats med HIV efter att ha fått medicin mot blödarsjuka tillverkat av Kabi Vitrum. Reporter: Agneta Bernárdzon. |                                    |                   |
| 4 | "Skadad i jobbet"                  | 31 januari 2006   |
| Om en arbetsskadad man som kämpar för att få ersättning från AFA Försäkring. Reporter: Karin Jonsson. |                                    |                   |
| 5 | "Pedofil på rymmen"                | 7 februari 2006   |
| Om hur den pedofil som tidigare intervjuats av Uppdrag granskning rymt från sjukhuset. Reporter: Hannes Råstam. |                                    |                   |
| 6 | "Superfängelser"                   | 14 februari 2006  |
| Om hur byggandet av anstalten Hall drar ut på tiden. Reporter: Marie Gustafsson (nyhetsreporter). |                                    |                   |
| 7 | "Mordet på Palme"                  | 28 februari 2006  |
| Om mordutredningen efter Palmemordet. Reportrar: Lars Borgnäs och Tomas Bresky. |                                    |                   |
| 8 | "Direktörslönerna I"               | 7 mars 2006       |
| Om bonusar och optioner i svenska börsföretag. Reportrar: Johan Winberg och Kristina Lagerström. |                                    |                   |
| 9 | "Direktörslönerna II"              | 14 mars 2006      |
| Mer om vd-löner och bonusar. Reportrar: Johan Winberg och Kristina Lagerström. |                                    |                   |
| 10 | "Rånarnas paradis"                 | 21 mars 2006      |
| Om värdetransportrån. Reporter: Christer Stenberg. |                                    |                   |
| 11 | "Kvicksilvret"                     | 28 mars 2006      |
| Om norsk tandvårdspersonal som skadats när de hanterat kvicksilver. Samarbete med norska Brennpunkt. Reporter: Karin Jonsson. |                                    |                   |
| 12 | "Byggfelsförsäkringen"             | 4 april 2006      |
| Om lagen om byggfelsförsäkring vid nybyggen. Reporter: Sophia Djiobaridis. |                                    |                   |
| 13 | "Fildelningskriget"                | 11 april 2006     |
| Om olaglig fildelning. Reporter: Nadja Yllmer. Dessutom om hur minderåriga kan spela hos spelombud. Reporter: Jonas Olsson. |                                    |                   |
| 14 |                                    | 18 april 2006     |
| Om granskande journalistik i svensk TV med anledning av SVT:s femtioårsjubileum. |                                    |                   |
| 15 | "Islam och integrationen - del I"  | 25 april 2006     |
| Om islamister i Sverige som försöker kontrollera andra muslimer. Reporter: Magnus Wennerholm. |                                    |                   |
| 16 | "Islam och integrationen - del II" | 2 maj 2006        |
| Fortsatt granskning av islamism. Reporter: Magnus Wennerholm. |                                    |                   |
| 17 | "Sjukhussjukan"                    | 9 maj 2006        |
| Om MRSA på svenska sjukhus. Reporter: Anne Lundberg. |                                    |                   |
| 18 | "Sune mot staten"                  | 16 maj 2006       |
| Om fiskaren Sune Hagberg som inte fått rätt mot polisen efter att ha skadats vid ett polisingripande. Reporter: Hannes Råstam. |                                    |                   |
| 19 | "Direktörslönerna III"             | 23 maj 2006       |
| Om bonussystem inom finansinstitutioner. Reporter: Johan Winberg. |                                    |                   |
| 20 |                                    | 30 maj 2006       |
| Uppföljning om machokultur inom Amf 1 och en film soldater som handhar vapen nakna. Reporter: Andreas Rocksén. Dessutom om en man vars föräldrar dött sedan den blödarsjuka pappan smittats av sin medicin. Reporter: Agneta Bernárdzon. |                                    |                   |
| 21 | "Datakaos i vården"                | 6 juni 2006       |
| Om datorisering av svensk sjukvård. Reporter: Britt-Marie Citron. Dessutom om städningen vid Lunds universitetssjukhus. Reporter: Nadja Yllner. |                                    |                   |
| 22 | "Den svenska rösten"               | 13 juni 2006      |
| Om Sveriges brist på kritik mot USA. Reporter: Lars Borgnäs. |                                    |                   |
| 1 | "Studier utan poäng"               | 22 augusti 2006   |
| Om universitet som lockar studenter till utbildningar som inte ger jobb. |                                    |                   |
| 2 | "Göran Persson - Alla ska med"     | 12 september 2006 |
| Valspecial. Granskning av statsminister Göran Persson. |                                    |                   |
| 3 | "Reinfeldts värld"                 | 13 september 2006 |
| Valspecial. Om hur Fredrik Reinfeldt ändrat sitt partis inriktning trots intern kritik. Uppföljning av en dokumentär i samma ämne som visats av Dokument inifrån föregående vår. Reporter: Oscar Hedin. |                                    |                   |
| 4 | "Spelet om de apatiska barnen"     | 19 september 2006 |
| Om apatiska flyktingbarn. Reporter: Gellert Tamas. 2020 granskades programmet och en mycket kritisk rapport publicerades. |                                    |                   |
| 5 |                                    | 26 september 2006 |
| Om svårigheter att få upprättelse för den som misshandlas av krogvakter. |                                    |                   |
| 6 |                                    | 3 oktober 2006    |
| Om rättshjälp. Reporter: Kicki Hultin |                                    |                   |
| 7 |                                    | 10 oktober 2006   |
| Om en utvecklingsstörd man som inte får hjälp av kommunen. Reporter: Marianne Gillgren. Dessutom om hur en man som dödat sin son tagit livet i fängelset och därefter begravts i samma grav som sonen, utan att sonens moder tillfrågats. Reporter: Julia Thorfinn. Dessutom om hur Nacka kommun tvingar boende att betala för vägbyggnation. Reporter: Jonas Olsson. |                                    |                   |
| 8 | "Utsorterad / Släckt stad"         | 17 oktober 2006   |
| Om rehabilitering. Reporter: Karin Jonsson. Dessutom om Övertorneå kommuns konflikt med energibolaget Ekfors kraft. |                                    |                   |
| 9 | "(O)trygghet till salu"            | 24 oktober 2006   |
| Om villalarm. Reporter: Nadja Yllner. Dessutom om utländska bärplockare. Reporter: Hasse Johansson. |                                    |                   |
| 10 | "Till vilket pris som helst"       | 31 oktober 2006   |
| Om arbetsförhållanden för de som tillverkar produkter som importeras till Sverige. |                                    |                   |
| 11 | "Vapenbröder"                      | 7 november 2006   |
| Om svensk export av vapen som används i Irakkriget. Reporter: Johan Zachrisson Winberg. |                                    |                   |
| 12 | "Stjärnor i bilbranschen"          | 14 november 2006  |
| |                                    |                   |
| 13 | "Poliser på farlig väg"            | 21 november 2006  |
| Om hur en polisaspirant skadades vid en övning. Reporter: Magnus Wennerholm. Dessutom om Euro NCAP. Reporter: Lena Laurén. |                                    |                   |
| 14 |                                    | 28 november 2006  |
| Om kosovoalbaner som dödats i Kosovokriget efter att ha nekats asyl i Sverige. Reporter: Andreas Rocksén. Dessutom "Uppdraget" om en 80-åring som har svårt att få ett nytt ID-kort efter att det gamla upphört att gälla. |                                    |                   |
| 15 |                                    | 5 december 2006   |
| Reporter: Andreas Rocksén. |                                    |                   |
| 16 | "Demokratiska terrorister"         | 12 december 2006  |
| Om Sveriges och EU:s behandling av Palestina och Hamas. Reporter: Lars Borgnäs. |                                    |                   |
| 17 | "Rädsla på djupet"                 | 19 december 2006  |
| Om LKAB och Malmberget. Reporter: Katarina Karlsson. |                                    |                   |

## 2007
| Nr | Avsnitt                                         | Sändes            |
| --- | ----------------------------------------------- | ----------------- |
| 1 | "Lögner och skalpeller"                         | 16 januari 2007   |
| Om en läkare som får fortsätta arbeta trots fyra anmälningar till Hälso- och sjukvårdens ansvarsnämnd. Reporter: Agneta Bernárdzon. Reportaget fälldes av Granskningsnämnden eftersom det stred mot kravet på saklighet och bestämmelsen om respekt för privatlivet. |                                                 |                   |
| 2 | "Svart välsignelse"                             | 23 januari 2007   |
| Om präster som extraknäcker. Reporter: Nadja Yllner. |                                                 |                   |
| 3 | "Bristerna på Forsmark"                         | 30 januari 2007   |
| Om säkerhetsbrister och incidenter på Forsmarks kärnkraftverk. Reportrar: Janne Josefsson och Kicki Hultin. |                                                 |                   |
| 4 | "Lagens långa fingrar"                          | 13 februari 2007  |
| Om beslagtaget gods som köps billigt av poliser och åklagare. Reporter: Hasse Johansson. |                                                 |                   |
| 5 | "JAS - De hemliga avtalen"                      | 20 februari 2007  |
| Om försök att sälja JAS 39 Gripen till Tjeckien. |                                                 |                   |
| 6 | "JAS - De hemliga avtalen"                      | 27 februari 2007  |
| Mer om JAS 39 Gripen. |                                                 |                   |
| 7 | "Främling i eget land"                          | 6 mars 2007       |
| Mer om rysktalanade "icke-medborgare" i Lettland. Reporter: Lars Borgnäs. |                                                 |                   |
| 8 | "Drevet på Kungsgatan"                          | 13 mars 2007      |
| Om det drev som följde på dödsmisshandeln på Kungsgatan in maj 2005. Reporter: Johan Zachrisson Winberg. |                                                 |                   |
| 9 | "Finansgeni - eller svindlare"                  | 27 mars 2007      |
| Om finansmannen Bo Johansson och Obol Investment. Reporter: Tomas Bresky. Dessutom uppföljning av "Uppdraget" om ett husbygge. Reporter: Sven Eric Ericson. |                                                 |                   |
| 10 | "Den amerikanske advokaten"                     | 3 april 2007      |
| Om Håkan Lans anklagelser mot advokaten Talbot Lindström om patentstöld. Reporter: Hannes Råstam. |                                                 |                   |
| 11 | "Berättelsen om Louise"                         | 10 april 2007     |
| Fallet Louise. Reporter: Janne Josefsson. |                                                 |                   |
| 12 | "Testamentet / Drevet på Kungsgatan, del 2"     | 17 april 2007     |
| Om en lokalpolitiker och advokat i Järfälla som förmått äldre personer att sälja deras billigt till honom. Reporter: Hasse Johansson. |                                                 |                   |
| 13 |                                                 | 24 april 2007     |
| Debatt om fallet Louise. |                                                 |                   |
| 14 | "Blindstyre"                                    | 1 maj 2007        |
| Om synskadade som sagts upp från ett företag som tar emot bidrag för att anställa synskadade. Reporter: Nadja Yllner. |                                                 |                   |
| 15 | "Vänskap till salu"                             | 8 maj 2007        |
| Om nya communities på nätet, bland annat granskas sajten Apberget. Reporter: Lisa Jarenskog. |                                                 |                   |
| 16 | "När döden spelar med"                          | 15 maj 2007       |
| Om missbruk av bland annat voltaren och diklofenak bland fotbollsspelare. |                                                 |                   |
| 17 | "En läkares bekännelser / Den sista vilan"      | 22 maj 2007       |
| Om en man med utländsk läkarutbildning som fått läkarlegitimation i Sverige. Reporter: Agneta Bernárdzon. Dessutom med om advokaten i Järfälla. Reporter: Hasse Johansson.                                                                                           |                                                 |                   |
| 18 | "Sanningen på 80 m djup"                        | 29 maj 2007       |
| Mer om Estoniakatastrofen. Reporter: Lars Borgnäs. |                                                 |                   |
| 19 | "JAS - Ungern och Sydafrika"                    | 5 juni 2007       |
| Reportrar: Sven Bergman, Joachim Dyfvermark och Fredrik Laurin |                                                 |                   |
| 20 | "De ogranskade"                                 | 12 juni 2007      |
| Om röntgenbilder från mammografiundersökningar som inte granskas av läkare. Reporter: Karin Mattisson. Dessutom om en kvinna som lever med eget boende utan stöd och hotas av vräkning. Reporter: Kicki Hultin.                                                      |                                                 |                   |
| 21 | "Fallet Bobby"                                  | 19 juni 2007      |
| Om en pojke som misshandlats och torterats av sin mor och dennes sambo. Reporter: Magnus Wennerholm. |                                                 |                   |
| 22 | "Tugga utan risk"                               | 29 augusti 2007   |
| Om den narkotikaklassade växten kat. Reporter: Julia Thorfinn. |                                                 |                   |
| 23 | "Larm om Zyprexa"                               | 5 september 2007  |
| Om olanzapin. |                                                 |                   |
| 24 | "HSB:s förlorade heder / SFI – Sveriges farstu" | 12 september 2007 |
| Om HSB:s fastighetsaffärer. Reproter: Janne Josefsson. Om att människor avsiktligt misslyckas med utbildningen svenska för invandrare för att få mer bidrag. Reporter: Lina Makboul.                                                                                 |                                                 |                   |
| 25 | "Utförsäljning till varje pris"                 | 19 september 2007 |
| Om privatiseringen av Tibble gymnasium. Reporter: Johan Winberg. |                                                 |                   |
| 26 | "Besiktigad och blåst / Utpressad"              | 26 september 2007 |
| Om husbesiktning. Reporter: Sven Eric Ericson. Dessutom en berättelsen om en utpressning. Reporter: Joakim Lamotte. |                                                 |                   |
| 27 | "Ubåtar, lögner och ljudband"                   | 3 oktober 2007    |
| Om ubåtskränkningarna i Hårsfjärden 1982. Reporter: Lars Borgnäs. |                                                 |                   |
| 28 | "Taxi till den mörka sidan"                     | 10 oktober 2007   |
| En amerikansk dokumentär som visas i samband med satsningen Varför demokrati? |                                                 |                   |
| 29 | "Barnen på Mosippan"                            | 17 oktober 2007   |
| Reporter: Nadja Yllner |                                                 |                   |
| 30 | "Not my business"                               | 24 oktober 2007   |
| Om städare med dåliga villkor på svenska hamburgerrestauranger. Reportrar: Pelle Westman och Magnus Svenungsson. |                                                 |                   |
| 31 | ""Bästa året i ditt liv""                       | 31 oktober 2007   |
| Om EF Education. Reporter: Marléne Dahlin. |                                                 |                   |
| 32 | "Order by fax"                                  | 7 november 2007   |
| Om företaget Yellow Registers försäljningsmetoder. Reporter: Marja Grill. |                                                 |                   |
| 33 | "Sms från låneträsket"                          | 14 november 2007  |
| Om SMS-lån. Reporter: Ylva Esping. |                                                 |                   |
| 34 | "Ubåtssoppa på en spik"                         | 21 november 2007  |
| Mer om ubåtskränkningarna i Hårsfjärden 1982. Reporter: Lars Borgnäs. |                                                 |                   |
| 35 | "Kärnkraftens bakgård"                          | 28 november 2007  |
| Om utländsk uranbrytning för svenska kärnkraftverk. Reportrar: Andreas Rocksén och Johan Zachrisson Winberg. Tilldelades priset "Årets miljöjournalist". |                                                 |                   |
| 36 | "I takt med tiden"                              | 5 december 2007   |
| Om kötthanteringen på Ica Maxi-butiker. Reporter: Janne Josefsson. |                                                 |                   |
| 37 | "Med livet som insats"                          | 12 december 2007  |
| Om Nordic Battle Group och soldaters behandling efter strid. Reporter: Katarina Karlsson. Dessutom uppföljning om köttskandalen. |                                                 |                   |
| 38 | "Året som gått"                                 | 19 december 2007  |
| Utdrag ur årets reportage |                                                 |                   |

## 2008
| Nr | Avsnitt                                               | Sändes            |
| --- | ----------------------------------------------------- | ----------------- |
| 1 | "Yrke: Kriminell"                                     | 16 januari 2008   |
| Om Original Gangsters och dess ledare Dano Acar. Reporter: Lina Makboul |                                                       |                   |
| 2 | "Dagarna med Elsie / Asyldokumenten - vad hände sen?" | 23 januari 2008   |
| Reporter: Agneta Bernárdzon / Reportrar: Hasse Johansson, Jens Pehrson |                                                       |                   |
| 3 | "Storbankernas fondbluff"                             | 30 januari 2008   |
| Om fondsparande. Reporter: Jan Nylander. Tilldelades Sjunde AP-fondens journalistpris.                                                                                               |                                                       |                   |
| 4 | "De särskilda barnen"                                 | 6 februari 2008   |
| Om två pojkar som placerats i särskola på lösa grunder. Reporter: Hanna Solberger.                                                                                                   |                                                       |                   |
| 5 |                                                       | 13 februari 2008  |
| Uppföljning av höstens reportage om städning på hamburgerrestauranger. Reportrar: Pelle Westman och Magnus Svenungsson.                                                              |                                                       |                   |
| 6 |                                                       | 20 februari 2008  |
| Uppföljning av granskningen av kötthantering i svenska livsmedelsbutiker. Reporter: Mikael Pettersson.                                                                               |                                                       |                   |
| 7 | "Vi finns överallt"                                   | 27 februari 2008  |
| Mer om dåliga arbetsvillkor, i synnerhet för papperslösa flyktingar vid företaget Simmo world food i Kallebäck. Reporter: Janne Josefsson                                            |                                                       |                   |
| 8 | "Fallande sten / Flykting från Sverige"               | 5 mars 2008       |
| Om dödsolyckor vid LKAB:s gruva i Kiruna. Reporter: Katarina Karlsson. Dessutom om en man som flytt Sverige efter hot från MC-gäng. Reporter: Kicki Hultin                           |                                                       |                   |
| 9 | "Klimatdebattens heliga ko"                           | 12 mars 2008      |
| Om köttproduktionens klimatkonsekvenser. Reporter: Johan Winberg. Nominerades till "Årets miljöjournalist".                                                                          |                                                       |                   |
| 10 |                                                       | 19 mars 2008      |
| Om att en kvinna vid Kriminalvårdens transporttjänst varit berusad i samband med avvisningar, vilket tystats ner av myndigheten. Reportrar: Hasse Johansson och Jens Pehrson         |                                                       |                   |
| 11 | "Livsfarlig nedläggning"                              | 26 mars 2008      |
| Om "kontrolltagning" inom vård av funktionshindrade. Reporter: Nadja Yllner- |                                                       |                   |
| 12 | "Josefs öde – Operation Artemis"                      | 2 april 2008      |
| Om Operation Artemis. Reportrar: Sven Bergman, Joachim Dyfvermark och Fredrik Laurin. Nominerades till Guldspaden.                                                                   |                                                       |                   |
| 13 | "För nöjes skull"                                     | 9 april 2008      |
| Om bulefiske. Reportrar: Magnus Svenungsson och Pelle Westman |                                                       |                   |
| 14 | "För säkerhetens skull"                               | 16 april 2008     |
| Om svensk kriminalvård. Reporter: Nina Löfgren. |                                                       |                   |
| 15 |                                                       | 23 april 2008     |
| Om Iclal som dog i förlossningsvården. Reporter: Ylva Esping. |                                                       |                   |
| 16 | "Gatans systembolag"                                  | 30 april 2008     |
| Reportrar: Lina Makboul, Peter Bagge och Johanna Bäckström Lerneby. |                                                       |                   |
| 17 | "Sista vilan"                                         | 7 maj 2008        |
| Om kistor som förstörs i samband med gravsättning. Reportrar: Agneta Bernárdzon och Karin Jonsson. Vinnare av Guldspaden.                                                            |                                                       |                   |
| 18 |                                                       | 14 maj 2008       |
| Om barnarbete i ett företag i Bangladesh som levererar till Telenor och Ericsson. Reporter: Tom Heinemann.                                                                           |                                                       |                   |
| 19 |                                                       | 21 maj 2008       |
| Flera uppföljande reportage, bland annat om kistkrossningar. |                                                       |                   |
| 20 | "Millenniummiljonerna"                                | 28 maj 2008       |
| Om Stieg Larssons testamente. Reportrar: Fredrik Quistbergh och Ali Fegan. |                                                       |                   |
| 21 |                                                       | 4 juni 2008       |
| Om Obol Investment, med en intervju med Obolmannen Bo Johansson. Reporter: Björn Tunbäck och Kalibers Anna Jaktén. Dessutom om våld bland funktionshindrade. Reporter: Nadja Yllner. |                                                       |                   |
| 22 |                                                       | 11 juni 2008      |
| Om ubåtskränkningen i Hårsfjärden 1982. Reporter: Lars Borgnäs. |                                                       |                   |
| 1 |                                                       | 3 september 2008  |
| Om en grannfejd i en by utanför Haparanda. Reporter: Hasse Johansson. |                                                       |                   |
| 2 |                                                       | 10 september 2008 |
| Om självmordsguider på Internet. Reporter: Karin Mattisson. |                                                       |                   |
| 3 |                                                       | 17 september 2008 |
| Om drogförsäljning på Internet. Reporter: Johanna Bäckström Lerneby. |                                                       |                   |
| 4 | "Mirakeltanten"                                       | 24 september 2008 |
| Reporter: Marja Grill. Nominerat till Guldspaden. |                                                       |                   |
| 5 |                                                       | 1 oktober 2008    |
| Om Scientologirörelsen i Sverige och Narconon. Reportrar: Sven Bergman, Joachim Dyfvermark och Fredrik Laurin.                                                                       |                                                       |                   |
| 6 |                                                       | 8 oktober 2008    |
| Om bristande kontroll inom sjöfarten. Reportage från NRK:s Brennpunkt. |                                                       |                   |
| 7 |                                                       | 15 oktober 2008   |
| Om Meros camping där romska barn bor under odrägliga förhållanden. Reporter: Lina Makboul.                                                                                           |                                                       |                   |
| 8 |                                                       | 22 oktober 2008   |
| Om Förbifart Stockholm. Reporter: Johan Winberg. |                                                       |                   |
| 9 | "Dyrkat lås"                                          | 29 oktober 2008   |
| Om Assa. Reporter: Nicke Nordmark. Nominerat till Guldspaden. Dessutom om Diskoteksbranden i Göteborg. Reporter: Karin Mattisson.                                                    |                                                       |                   |
| 10 |                                                       | 5 november 2008   |
| Om nattpatrullen i Luleå. Reporter: Agneta Bernárdzon. |                                                       |                   |
| 11 |                                                       | 12 november 2008  |
| Om omvandling av hyresrätter till bostadsrätter. Reportrar: Kristina Hedberg och Nadja Yllner.                                                                                       |                                                       |                   |
| 12 |                                                       | 19 november 2008  |
| Om dåliga förhållanden i Harry Franzéns hyresrätter. Reporter: Ylva Esping. |                                                       |                   |
| 13 |                                                       | 26 november 2008  |
| Om Wallenbergstiftelserna. Reportrar: Kristina Lagerström och Peter Rawet. |                                                       |                   |
| 14 |                                                       | 3 december 2008   |
| Om rättvisemärkt te. Omarbetad version av den danska dokumentären Den bitre smag af te av Tom Heinemann och Erling Borgen, med svenskt material av Björn Tunbäck.                    |                                                       |                   |
| 15 |                                                       | 17 december 2008  |
| Uppföljande reportage om Meros camping (reporter: Kenny Adersjö) och Harry Franzéns hyresgäster (reporter: Karin Mattisson).                                                         |                                                       |                   |

## 2009
Nedanstående lista är ofullständig.
| Nr | Avsnitt                                              | Sändes            |
| --- | ---------------------------------------------------- | ----------------- |
| 1 | "De spanska hundarna"                                | 14 januari 2009   |
| Reportrar: Pelle Westman och Magnus Svenungsson |                                                      |                   |
| 2 | "Det svenska korståget"                              | 21 januari 2009   |
| Om Sankt Pius X:s prästbrödraskap. Reporter: Ali Fegan. |                                                      |                   |
| 3 |                                                      | 28 januari 2009   |
| Uppföljningar av SSPX och om de spanska hundarna. |                                                      |                   |
| 4 | "Det övergivna Sverige"                              | 4 februari 2009   |
| Om svensk glesbygd. Reportrar: Hasse Johansson och Nicke Nordmark                                                                                                 |                                                      |                   |
| 5 | "Osmans resa"                                        | 11 februari 2009  |
| Reporter: Magnus Svenungsson. Dessutom om Gnosjö. |                                                      |                   |
| 6 | "Louises nya liv"                                    | 18 februari 2009  |
| Reporter: Karin Mattisson. |                                                      |                   |
| 7 | "Det rosa guldet"                                    | 25 februari 2009  |
| Om odlad lax. Reportrar: Sven Bergman och Fredrik Laurin |                                                      |                   |
| 8 | "Statens nya bonuskalas"                             | 4 mars 2009       |
| Reportrar: Kristina Lagerström och Johan Winberg. |                                                      |                   |
| 9 | "Hästbluffen"                                        | 11 mars 2009      |
| Om en person som köpte hästar som senare såldes vidare för slakt. Reportrar: Kristina Hedberg och Tomas Lindblom                                                  |                                                      |                   |
| 10 | "Den förbjudna frågan"                               | 18 mars 2009      |
| Om fosterskador efter kusinäktenskap. Reportrar: Lina Makboul och Henrik Bergsten.                                                                                |                                                      |                   |
| 11 | "Vågspelet"                                          | 25 mars 2009      |
| Om Hamnstaden i Lidköping och potentiella problem med att bygga vattennära. Reporter: Björn Tunbäck.                                                              |                                                      |                   |
| 12 | "Den kaukasiska ovtjarkan"                           | 1 april 2009      |
| Om hundrasen kaukasisk ovtjarka. Reporter: Johanna Bäckström Lerneby.                                                                                             |                                                      |                   |
| 13 | "Av jord är du kommen"                               | 8 april 2009      |
| Uppföljning av programmet om kistkrossningar. Reporter: Agneta Bernárdzon.                                                                                        |                                                      |                   |
| 14 |                                                      | 15 april 2009     |
| |                                                      |                   |
| 15 |                                                      | 22 april 2009     |
| |                                                      |                   |
| 16 |                                                      | 29 april 2009     |
| Om AP-fonder som investerar i kärnvapen. Reporter: Henrik Bergsten. Dessutom om torsk som fraktas runt i Europa innan den når Sverige. Reporter: Pelle Westman.   |                                                      |                   |
| 17 | "De sista ljuva åren"                                | 6 maj 2009        |
| Det första av två reportage om svensk äldreomsorg. Reporter: Nadja Yllner.                                                                                        |                                                      |                   |
| 18 |                                                      | 13 maj 2009       |
| Om nedskärningar inom äldrevården i Timrå kommun. Reportrar: Rolf Lunneborg och Håkan Alamaa                                                                      |                                                      |                   |
| 19 | "I skottlinjen"                                      | 20 maj 2009       |
| Om en polis som avlossade sitt vapen Porsön i Luleå, trots att denne var ur tjänst och onykter. Reportrar: Hasse Johansson och Nicke Nordmark                     |                                                      |                   |
| 20 |                                                      | 27 maj 2009       |
| |                                                      |                   |
| 21 | "Fly Me"                                             | 3 juni 2009       |
| Om lågprisflygbolaget FlyMe. Reportrar: Pelle Westman och Magnus Svenungsson. Dessutom om ensamkommande flyktingbarn. Reportrar: Lina Makboul och Johan Källström |                                                      |                   |
| 22 | "JAS - Den sista striden"                            | 10 juni 2009      |
| Reportrar: Sven Bergman, Joachim Dyfvermark och Fredrik Laurin |                                                      |                   |
| 1 | "Den sjuka vården"                                   | 26 augusti 2009   |
| |                                                      |                   |
| 2 | "Den sjuka vården"                                   | 2 september 2009  |
| |                                                      |                   |
| 3 | "I blåbärskungarnas rike"                            | 9 september 2009  |
| |                                                      |                   |
| 4 | "Fångade av pirater"                                 | 16 september 2009 |
| Reportage från Danmarks Radio. |                                                      |                   |
| 5 | "Kardinalen /"                                       | 23 september 2009 |
| Mer om SSPX. Reporter: Ali Fegan. Dessutom om trängsel i Fjällbackas gästhamn.                                                                                    |                                                      |                   |
| 6 | "Whiplashsyndromet"                                  | 30 september 2009 |
| |                                                      |                   |
| 7 | "Dömd för livet"                                     | 7 oktober 2009    |
| |                                                      |                   |
| 8 | "De misstänkta"                                      | 14 oktober 2009   |
| Reportrar: Sven Bergman och Joachim Dyfvermark. |                                                      |                   |
| 9 | "Den särskilda skolan"                               | 21 oktober 2009   |
| Reporter: Nadja Yllner. Dessutom uppföljning om utländska bärplockare.                                                                                            |                                                      |                   |
| 10 | "De dyrbara minuterna"                               | 28 oktober 2009   |
| |                                                      |                   |
| 11 | "Barnen på jourhotellet"                             | 4 november 2009   |
| Reportrar: Karin Wettre och Ali Fegan. |                                                      |                   |
| 12 | "Världens tuffaste kampsport"                        | 11 november 2009  |
| Om mixed martial arts. |                                                      |                   |
| 13 | "Den stora glömskan"                                 | 18 november 2009  |
| Om ECT-behandling. |                                                      |                   |
| 14 | "Den stora glömskan / Brandmännen i Angered"         | 25 november 2009  |
| Fortsatt granskning av ECT-behandling. |                                                      |                   |
| 15 | "På väg mot klimatmålen"                             | 2 december 2009   |
| Reporter: Johan Winberg. |                                                      |                   |
| 16 | "Forskning till varje pris / Livet på ett nattdagis" | 9 december 2009   |
| |                                                      |                   |

## 2010
Hösten 2010 sändes dessutom en serie kallad Uppdrag granskning kultur med fyra program i SVT2.
| Nr | Avsnitt                                                        | Sändes            |
| --- | -------------------------------------------------------------- | ----------------- |
| 1 | "Brevet till Mari-Louise"                                      | 13 januari 2010   |
| Om ett fall där en kvinna begick självmord efter att hennes sjukersättning dragits in till följd av en regelförändring. Reporter: Henrik Bergsten. |                                                                |                   |
| 2 | "Arbetsgivarnas marknad"                                       | 20 januari 2010   |
| Om personal som är anställda via bemanningsföretag. Reporter: Kristina Lagerström. |                                                                |                   |
| 3 | "Mörkrets hjärta"                                              | 27 januari 2010   |
| Om sexhandeln bland FN-medarbetare. Reporter: Nadja Yllner. |                                                                |                   |
| 4 | "Östersjöns hemlighet"                                         | 3 februari 2010   |
| Om uppgifter om att Ryssland på 1990-talet ska ha dumpat kemiska stridsmedel och radioaktivt avfall i svensk ekonomisk zon i Östersjön utanför Gotland. Reportrar: Sven Bergman och Joachim Dyfvermark.                                                                         |                                                                |                   |
| 5 | "Den billiga tandvården"                                       | 10 februari 2010  |
| Om en tandläkare som lockar med billiga ingrepp. Reportrar: Kristina Hedberg och Johanna Bäckström Lerneby. Dessutom om TV4 Plus-programmet Det okända, som ringer upp föräldrar och hävdar att deras döda barn nu kan vara förvandlade till spöken. Reporter: Karin Mattisson. |                                                                |                   |
| 6 | "Det gränslösa fisket"                                         | 3 mars 2010       |
| Om svenska fiskare som lämnar svenska vatten och istället fiskar på ockuperat område utanför Västsaharas kust. Del 1 av 2. Reportrar: Pelle Westman och Fredrik Laurin. |                                                                |                   |
| 7 | "Det gränslösa fisket"                                         | 10 mars 2010      |
| Fortsättning från föregående avsnitt, om lokalbefolkningens villkor i Västsahara. Del 2 av 2. Reportrar: Pelle Westman och Fredrik Laurin. |                                                                |                   |
| 8 | "Vellinge och flyktingarna"                                    | 17 mars 2010      |
| Reporter: Lina Makboul. |                                                                |                   |
| 9 | "Den andra våldtäkten"                                         | 24 mars 2010      |
| Våldtäkterna i Bjästa. Reportrar. Nicke Nordmark och Hasse Johansson. |                                                                |                   |
| 10 | "Maktens män"                                                  | 31 mars 2010      |
| Reporter: Marja Grill. |                                                                |                   |
| 11 | "Business as usual"                                            | 7 april 2010      |
| Reporter: Magnus Svenungsson. |                                                                |                   |
| 12 | "Svarta cash"                                                  | 14 april 2010     |
| Reportrar: Ali Fegan och Magnus Svenungsson |                                                                |                   |
| 13 |                                                                | 21 april 2010     |
| Om överfakturering inom Mölndalsbostäder. Reporter: Jan Josefsson. Dessutom om invandrare som inte får legitimation. Reporter: Karin Wettre. |                                                                |                   |
| 14 | "Mutskandalen i Göteborg"                                      | 28 april 2010     |
| Muthärvan i Göteborg. Reportrar: Janne Josefsson och Nils Hanson. |                                                                |                   |
| 15 | "Elprischocken"                                                | 5 maj 2010        |
| Om hur utsläppsrätter ökar elpriserna. Reporter: Johan Zachrisson Winberg. |                                                                |                   |
| 16 | "Mutskandalen i Göteborg II"                                   | 12 maj 2010       |
| Mer om muthärvan i Göteborg. Reportrar: Janne Josefsson och Nils Hanson. |                                                                |                   |
| 17 | "Behandlingens gräns"                                          | 19 maj 2010       |
| Reporter: Nadja Yllner. |                                                                |                   |
| 18 | "Syndarnas marknad / Sjukhuskrisen i Sundsvall / Hästskojarna" | 26 maj 2010       |
| Om svenska banker. Reporter: Kristina Lagerström. Reportrar: Rolf Lunneborg och Håkan Alamaa. Dessutom om brister i Livsmedelsverkets kontroll av hästslakt. Reporter: Kristina Hedberg.                                                                                        |                                                                |                   |
| 19 | "Sparbanksmiljarderna"                                         | 2 juni 2010       |
| Om sparbanksstiftelserna efter Swedbanks nyemission 2008. Reporter: Gunnar Lindstedt. |                                                                |                   |
| 20 | "Smärta och svek / Östersjöns hemlighet"                       | 9 juni 2010       |
| Om vestibulit. Reporter: Jorun Collin. Dessutom uppföljning om dumpning av kemiskt krigsmateriel i Östersjön. Reportrar: Joachim Dyfvermark, Sven Bergman och Ali Fegan. |                                                                |                   |
| 21 | "Processen"                                                    | 16 juni 2010      |
| Reporter: Karin Mattisson. |                                                                |                   |
| 1 | "Euro orphans"                                                 | 1 september 2010  |
| Reportrar: Sven Bergman, Joachim Dyfvermark och Fredrik Laurin |                                                                |                   |
| 2 | "De inlåsta"                                                   | 8 september 2010  |
| Reportrar: Agneta Bernárdzon och Hasse Johansson |                                                                |                   |
| 3 | "Den nya skolan"                                               | 15 september 2010 |
| Reporter: Kristina Lagerström |                                                                |                   |
| 4 | "Änglar utan gränser"                                          | 22 september 2010 |
| Reportage från norska Brennpunkt om MC-gäng. |                                                                |                   |
| 5 | "Den korrupta staden"                                          | 29 september 2010 |
| Mer om muthärvan i Göteborg. Reportrar: Janne Josefsson och Nils Hanson. |                                                                |                   |
| 6 | "Svart polyester"                                              | 6 oktober 2010    |
| Reporter: Lina Makboul. |                                                                |                   |
| 7 | "Kapade nätverk"                                               | 13 oktober 2010   |
| Om kapning av offentliga nätverk. Reportrar: Hasse Johansson och Nicke Nordmark. |                                                                |                   |
| 8 | "De förlorade barnen"                                          | 20 oktober 2010   |
| Reporter: Nadja Yllner. |                                                                |                   |
| 9 | "Hem, skola - och Business"                                    | 27 oktober 2010   |
| Hem och Skola. Reporter: Pelle Westman. |                                                                |                   |
| 10 | "I retur"                                                      | 3 november 2010   |
| Reporter: Kristina Hedberg. |                                                                |                   |
| 11 | "Skoj för skattepengar"                                        | 10 november 2010  |
| Reportrar: Janne Josefsson och Nils Hanson. |                                                                |                   |
| 12 | "Vård utan gränser"                                            | 17 november 2010  |
| Reporter: Karin Mattisson. |                                                                |                   |
| 13 | "Såld"                                                         | 24 november 2010  |
| Reporter: Ali Fegan. |                                                                |                   |
| 14 | "Larmen som försvann"                                          | 1 december 2010   |
| Reporter: Marja Grill. |                                                                |                   |
| 15 | "Konvojen till Gaza"                                           | 8 december 2010   |
| |                                                                |                   |
| 16 |                                                                | 15 december 2010  |
| Jubileumsprogram. |                                                                |                   |

## 2011
| Nr | Avsnitt                               | Sändes            |
| --- | ------------------------------------- | ----------------- |
| 1 | "Den nya grannen"                     | 19 januari 2011   |
| Om hur en pedofil på en säkerhetsklassad vårdavdelning lyckas skaffa sig en lägenhet och begå fortsatta övergrepp. Reportrar: Rolf Lunneborg och Håkan Alamaa. |                                       |                   |
| 2 |                                       | 26 januari 2011   |
| Om Ikeas bolagskonstruktion. |                                       |                   |
| 3 |                                       | 2 februari 2011   |
| Fortsatt granskning av Ikea. Dessutom om byggandet av Göteborgs moské.                                                                                         |                                       |                   |
| 4 | "Utvandrarna"                         | 9 februari 2011   |
| Om svenska ungdomar som arbetar i Norge. Reporter: Henrik Bergsten.                                                                                            |                                       |                   |
| 5 |                                       | 16 februari 2011  |
| Om hälsorisker med nanopartiklar. |                                       |                   |
| 6 |                                       | 23 februari 2011  |
| Om mikrolån. |                                       |                   |
| 7 |                                       | 2 mars 2011       |
| Om hälsovård i Polen. |                                       |                   |
| 8 |                                       | 9 mars 2011       |
| |                                       |                   |
| 9 |                                       | 16 mars 2011      |
| |                                       |                   |
| 10 | "Kopplerihärvan"                      | 23 mars 2011      |
| Kartläggning av Sveriges största kopplerihärva. |                                       |                   |
| 11 |                                       | 30 mars 2011      |
| Om löner och arbetsvillkor på Stena Line. |                                       |                   |
| 12 |                                       | 6 april 2011      |
| Om Kustbevakningens problematiska uppköp av tre fartyg. |                                       |                   |
| 13 |                                       | 13 april 2011     |
| Om vård av personer som dömts för sexuella övergrepp mot barn.                                                                                                 |                                       |                   |
| 14 | "Den svenska tågkrisen"               | 20 april 2011     |
| Om SJ och förseningarna i tågtrafiken. Reportrar: Gunnar Lindstedt och Henrik Bergsten.                                                                        |                                       |                   |
| 15 |                                       | 27 april 2011     |
| |                                       |                   |
| 16 |                                       | 4 maj 2011        |
| Om fas 3. |                                       |                   |
| 17 |                                       | 11 maj 2011       |
| |                                       |                   |
| 18 |                                       | 18 maj 2011       |
| |                                       |                   |
| 19 |                                       | 25 maj 2011       |
| |                                       |                   |
| 20 | "Polis & tjuv"                        | 31 augusti 2011   |
| |                                       |                   |
| 21 | "Porträttet"                          | 7 september 2011  |
| Om oljemiljardären Torbjörn Törnqvist och företaget Gunvor. |                                       |                   |
| 22 | "Från Backa till Brixton"             | 14 september 2011 |
| Om oroligheter i Backa, Göteborg och Brixton, London. |                                       |                   |
| 23 | "Först in, först ut"                  | 21 september 2011 |
| |                                       |                   |
| 24 | "Euro Orphans - de övergivna barnen"  | 28 september 2011 |
| |                                       |                   |
| 25 | "Egyptenaffären: Brevet från Mubarak" | 5 oktober 2011    |
| |                                       |                   |
| 26 | "Porträttet: Pär Johansson"           | 12 oktober 2011   |
| Om Pär Johansson som skapat Glada Hudikteatern. |                                       |                   |
| 27 | "Stjärnsponsorn"                      | 19 oktober 2011   |
| |                                       |                   |
| 28 | "Ljusskygga företagare"               | 26 oktober 2011   |
| Om brottslingar som straffats med näringsförbud. |                                       |                   |
| 29 | "Mardrömmen"                          | 2 november 2011   |
| Om ett föräldrapar i Sandviken som fått sina barn omhändertagna av socialtjänsten till följd av felaktiga misstankar för sexuella övergrepp.                   |                                       |                   |
| 30 | ""Dream Village""                     | 9 november 2011   |
| |                                       |                   |
| 31 | "Ditt livs affär"                     | 16 november 2011  |
| |                                       |                   |
| 32 | "Infiltratören"                       | 23 november 2011  |
| |                                       |                   |
| 33 | "Spricka hela vägen"                  | 30 november 2011  |
| Om sfinkterruptur och svensk förlossningsvård. |                                       |                   |
| 34 | "Dödad i tjänsten"                    | 7 december 2011   |
| Om dödsmisshandeln av en väktare på Flemingsbergshäktet. Reporter: Gellert Tamas.                                                                              |                                       |                   |
| 35 | "Heligt krig"                         | 14 december 2011  |
| Anders Behring Breiviks kopplingar till Sverige. |                                       |                   |

## 2012
| Nr | Avsnitt                                     | Sändes            |
| --- | ------------------------------------------- | ----------------- |
| 1 | ""Jag ville ju bara hem""                   | 18 januari 2012   |
| Om taxikunder som utsätts för brott. Reporter: Josephine Freje Simonsson. Dessutom, premiär för "Kommunakuten" som besöker Kristinehamns kommun. Reporter: Sophia Djiobaridis.                                |                                             |                   |
| 2 | "Det hände i färdtjänsten"                  | 25 januari 2012   |
| Fortsatt granskning av taxibranschen. Reporter: Josephine Freje Simonsson. |                                             |                   |
| 3 | "Bedragarnas bankomat"                      | 1 februari 2012   |
| |                                             |                   |
| 4 | "Branden på Ringhals"                       | 8 februari 2012   |
| Reporter: Henrik Bergsten. |                                             |                   |
| 5 | "Rabattfyllan"                              | 15 februari 2012  |
| Reporter: Ali Fegan. |                                             |                   |
| 6 | "Oljemiljonerna som försvann"               | 22 februari 2012  |
| Om korruption på Göteborg Energi. Reporter: Ola Sandstig. Dessutom, uppföljning på reportage om Kristinehamns kommun                                                                                          |                                             |                   |
| 7 | "Kampen om ambulansen"                      | 29 februari 2012  |
| Reportrar: Hasse Johansson och Nicke Nordmark. |                                             |                   |
| 8 | "Innebränd / Porträttet: Christer Björkman" | 7 mars 2012       |
| Christer Björkman och Melodifestivalen. Reporter: Petter Ljunggren. Dessutom, om eget boende för äldre och brandsäkerhet. Reporter: Hanna Nyberg.                                                             |                                             |                   |
| 9 | "Lönebidragsfällan"                         | 14 mars 2012      |
| Reportrar: Agneta Bernárdzon och Erica Larsson. |                                             |                   |
| 10 | "Klädjättens marionetter"                   | 21 mars 2012      |
| |                                             |                   |
| 11 | "Bilden av Malmö"                           | 28 mars 2012      |
| Janne Josefsson och Gellert Tamas granskar Malmö på varsitt sätt. |                                             |                   |
| 12 | "Breiviks svenska planer"                   | 4 april 2012      |
| Anders Behring Breivik kopplingar till Sverige. |                                             |                   |
| 13 | "Kommungranskarna: Solna"                   | 11 april 2012     |
| Kommungranskarna granskar Solna kommun. |                                             |                   |
| 14 | "De svarta lådorna"                         | 18 april 2012     |
| Om TeliaSoneras affärer med Vitryssland, Azerbajdzjan och Uzbekistan. |                                             |                   |
| 15 |                                             | 25 april 2012     |
| Om hur Ikea genom dotterbolaget Swedwood fäller urskog i Ryssland. Reportrar: Per Shapiro och Boris Ersson.                                                                                                   |                                             |                   |
| 16 | "Bakom galler - Ikea i DDR"                 | 2 maj 2012        |
| |                                             |                   |
| 17 | "Vägen till paradiset"                      | 9 maj 2012        |
| |                                             |                   |
| 18 | "Imamernas råd"                             | 16 maj 2012       |
| |                                             |                   |
| 19 | "Lundsbergsandan"                           | 23 maj 2012       |
| Om Lundsbergs skola. |                                             |                   |
| 20 | "Lundsbergspengarna"                        | 30 maj 2012       |
| Fortsatt granskning av riksinternaten. |                                             |                   |
| 21 | "Ensam i arresten"                          | 29 augusti 2012   |
| |                                             |                   |
| 22 |                                             | 5 september 2012  |
| Mer om Solna kommun. Reporter: Sophia Djiobaridis. Dessutom 48 timmar om återanvändning av mat. Reporter: Anna Jaktén.                                                                                        |                                             |                   |
| 23 | "Nya grannar"                               | 12 september 2012 |
| |                                             |                   |
| 24 | "TeliaSonera - Uzbekistanaffären"           | 19 september 2012 |
| |                                             |                   |
| 25 | "Skammen"                                   | 26 september 2012 |
| Om förlossningsskador. |                                             |                   |
| 26 | "Lars Vilks"                                | 3 oktober 2012    |
| Om Lars Vilks besök på den antimuslimska konferensen SION i New York. Reporter: Janne Josefsson. Efter att programmet sändes togs det bort från repristjänsten SVT Play och ersattes av en redigerad version. |                                             |                   |
| 27 | "Hassans bilar"                             | 10 oktober 2012   |
| Om den illegala handeln med begagnade bilar och exporten till Afrika. Reporter: Henrik Bergsten och Lars-Göran Svensson.                                                                                      |                                             |                   |
| 28 | "Laserfettsugning"                          | 17 oktober 2012   |
| Reporter: Jorun Collin. |                                             |                   |
| 29 |                                             | 24 oktober 2012   |
| Reportage from NRK:s Brennpunkt om Anders Behring Breiviks försvarsadvokat Geir Lippestad. |                                             |                   |
| 30 |                                             | 31 oktober 2012   |
| Om Saabs konkurs. Reporter: Magnus Svenungsson. |                                             |                   |
| 31 |                                             | 7 november 2012   |
| Uppföljning om Lundsbergs internatskola. Reporter: Karin Mattisson. |                                             |                   |
| 32 | "Kommungranskarna: Götene"                  | 14 november 2012  |
| Om Medeltidens värld i Götene kommun. Reporter: Sophia Djiobaridis. |                                             |                   |
| 33 |                                             | 21 november 2012  |
| Om lax och vattenkraftverk i Sverige. Reportrar: Fredrik Laurin och Sven Bergman. |                                             |                   |
| 34 | "William Petzälls fall"                     | 28 november 2012  |
| |                                             |                   |
| 35 | "Porträttet: Göran Lambertz"                | 5 december 2012   |
| |                                             |                   |
| 36 | "Teliasonera och diktatorns dotter"         | 12 december 2012  |
| |                                             |                   |
| 36 | "Teliasonera - mutrapporten"                | 19 december 2012  |
| |                                             |                   |

## 2013
| Nr | Avsnitt                                         | Sändes            |
| --- | ----------------------------------------------- | ----------------- |
| 1 |                                                 | 16 januari 2013   |
| Om barnfattigdom. Janne Josefsson försöker hitta en kvarts miljon fattiga barn som Rädda Barnen påstår finns i Sverige                                               |                                                 |                   |
| 2 | "Ett bättre liv"                                | 23 januari 2013   |
| Om gästarbetare från Kamerun som åker till Sverige för att plantera skog                                                                                             |                                                 |                   |
| 3 | "Åter till moskéerna"                           | 30 januari 2013   |
| Uppföljning förra årets avsnitt om synen på kvinnors rättigheter i svenska moskéer. De båda reportagen belönades senare med SVT:s interna mångfaldspris Prix Egalia. |                                                 |                   |
| 4 | "Män som näthatar kvinnor"                      | 6 februari 2013   |
| Näthat, en rad kända kvinnor delar med sig av det näthat de har fått utstå de senaste åren                                                                           |                                                 |                   |
| 5 |                                                 | 13 februari 2013  |
| Fastighetsbolaget Norrporten granskas |                                                 |                   |
| 6 | "Blodracet"                                     | 27 februari 2013  |
| Blodvärden hos längdskidåkare. |                                                 |                   |
| 7 | "Kommungranskarna: Leksand"                     | 6 mars 2013       |
| Kommungranskarna åker till Leksand. Programmet fälldes senare i Granskningsnämnden eftersom det stred mot kravet på saklighet.)                                      |                                                 |                   |
| 8 |                                                 | 13 mars 2013      |
| De återvänder till gästarbetarna från Kamerun. |                                                 |                   |
| 9 | "Svenska vägar, utländska chaufförer"           | 20 mars 2013      |
| Om den svenska lastbilsbranschen. |                                                 |                   |
| 10 |                                                 | 3 april 2013      |
| Privata asylboenden som har blivit en miljonbusiness. |                                                 |                   |
| 11 |                                                 | 10 april 2013     |
| Svenska Huliganer. |                                                 |                   |
| 12 |                                                 | 17 april 2013     |
| Återkoppling till det tidigare programmet om hat mot kvinnor. |                                                 |                   |
| 13 | "Fosterbarnen"                                  | 24 april 2013     |
| Vanvård inom den svenska sociala barnavården. |                                                 |                   |
| 14 | "Dyrast vinner"                                 | 1 maj 2013        |
| Hantverkarnas missbruk av ROT-avdraget. Reportage av Nadja Yllner och Anna Jaktén.                                                                                   |                                                 |                   |
| 15 |                                                 | 8 maj 2013        |
| Polisen kritiseras efter våldsanvändning och om den svenska Östersjölaxen.                                                                                           |                                                 |                   |
| 16 | "Den goda viljan"                               | 15 maj 2013       |
| Hur påverkas journalister av sina egna uppfattningar om hur samhället bör se ut?                                                                                     |                                                 |                   |
| 17 |                                                 | 22 maj 2013       |
| Uppdrag granskning publicerar dokument som tyder på att Telia Soneras Uzbekistan-affär inte var en engångsföreteelse.                                                |                                                 |                   |
| 18 |                                                 | 29 maj 2013       |
| Fortsättning om Telia Soneras Uzbekistan-affär |                                                 |                   |
| 19 | "Dödens väg"                                    | 28 augusti 2013   |
| E4. |                                                 |                   |
| 20 | "Processen"                                     | 4 september 2013  |
| Sveriges rättsväsen. |                                                 |                   |
| 21 | "Kampen om gruvan"                              | 18 september 2013 |
| Gruvdrift i Sverige |                                                 |                   |
| 22 | "Porträttet: Bertil Hult"                       | 15 september 2013 |
| Bertil Hult, EF Education |                                                 |                   |
| 23 | "Kommungranskarna: Staffanstorp"                | 2 oktober 2013    |
| Staffanstorps kommun. |                                                 |                   |
| 24 | "David mot Goliat"                              | 9 oktober 2013    |
| Narkotikabrott i Sverige |                                                 |                   |
| 25 | "Barnen från Ingusjien"                         | 16 oktober 2013   |
| Ingusjien |                                                 |                   |
| 26 | "En förlorad skola"                             | 23 oktober 2013   |
| Rosengårdsskolan |                                                 |                   |
| 27 | "En skola för alla"                             | 30 oktober 2013   |
| Friskola, Svensk skoldebatt |                                                 |                   |
| 28 | "Göteborgs kommun firar i Cannes med spritfest" | 6 november 2013   |
| Göteborgs kommun |                                                 |                   |
| 29 | "Cellprovsskandalen"                            | 13 november 2013  |
| Gynekologiskt cellprov, Livmoderhalscancer |                                                 |                   |
| 30 | "Every day, every night"                        | 20 november 2013  |
| Sexualbrott i Sverige Rumänska Nadja blir hotad av de nya nätverken.                                                                                                 |                                                 |                   |
| 31 | "Konstbluffen"                                  | 27 november 2013  |
| Konstförfalskning, Bengt Lindström |                                                 |                   |
| 32 | "Konstbluffen"                                  | 4 december 2013   |
| Bukowskis |                                                 |                   |
| 33 | "Snowden-dokumenten och Sverige"                | 11 december 2013  |
| FRA-lagen, Edward Snowden |                                                 |                   |

## 2014
| Nr | Avsnitt                          | Sändes            |
| --- | -------------------------------- | ----------------- |
| 1 | "Det trygga larmet"              | 15 januari 2014   |
| Granskning av trygghetslarm. Reporter: Josephine Freje. |                                  |                   |
| 2 | "Hela vägen till döden"          | 22 januari 2014   |
| Om gängrelaterade mord och skottlossningar i Göteborg. Reporter: Joakim Lamotte. |                                  |                   |
| 3 | "Ett OS byggt på sorg och tårar" | 29 januari 2014   |
| Reportrar: Björn Tunbäck och Per Shapiro |                                  |                   |
| 4 | "Vem tar guld i Sotji?"          | 5 februari 2014   |
| Reportrar: Björn Tunbäck och Per Shapiro. Dessutom, "Uppföljning av "Barnen från Ingusjien"", reporter Anna Jaktén.                                                                                          |                                  |                   |
| 5 | "Dödsskjutningen i Husby"        | 12 februari 2014  |
| Reporter: Petter Ljunggren |                                  |                   |
| 6 | "Haveriet i Hagfors"             | 26 februari 2014  |
| Reporter: Joakim Dyfvermark |                                  |                   |
| 7 | "Skidåkarnas hemliga blodvärden" | 5 mars 2014       |
| Reportrar: Hasse Svens och Magnus Svenungsson |                                  |                   |
| 8 | "Naken på nätet"                 | 12 mars 2014      |
| Reportrar: Nicke Nordmark och Hasse Johansson |                                  |                   |
| 9 | "Hälsans förskola"               | 19 mars 2014      |
| Reporter: Jorun Collin |                                  |                   |
| 10 | "Egon från Vara"                 | 26 mars 2014      |
| Reportrar: Ali Fegan och Lars-Göran Svensson |                                  |                   |
| 11 | "Seven/eleven"                   | 2 april 2014      |
| Reporter: Johanna Bäckström Lerneby |                                  |                   |
| 12 | "Skönhetsresan - fyra år senare" | 9 april 2014      |
| Reporter: Karin Mattisson |                                  |                   |
| 13 | "Dödad på jobbet"                | 16 april 2014     |
| Reporter: Agneta Bernárdzon. Dessutom: "Kommungranskarna återvänder till Götene", reporter: Agneta Bernárdzon.                                                                                               |                                  |                   |
| 14 | "Kampen kräver mer än ord"       | 23 april 2014     |
| Om högerextremt våld och Svenska motståndsrörelsen. Reporter: Janne Josefsson |                                  |                   |
| 15 | "Det goda våldet"                | 7 maj 2014        |
| Om den autonoma vänstern och Revolutionära fronten. Reportrar: Janne Josefsson och Ola Sandstig |                                  |                   |
| 16 | "Upploppen i Husby"              | 14 maj 2014       |
| Reporter: Petter Ljunggren |                                  |                   |
| 17 | "Bilals resa"                    | 21 maj 2014       |
| Reportrar: Sanna Klinghoffer och Magnus Sandelin |                                  |                   |
| 18 | "Bögbotarna"                     | 28 maj 2014       |
| Reportrar: Alif Fegan och Herman Reuterswärd |                                  |                   |
| 1 | "Kommungranskarna: Örnsköldsvik" | 27 augusti 2014   |
| Reporter: Sophia Djiobaridis |                                  |                   |
| 2 | "Kina-affären"                   | 3 september 2014  |
| Reportrar: Sven Bergman och Joachim Dyfvermark |                                  |                   |
| 3 | "Jobb-bluffen"                   | 10 september 2014 |
| Om NAIRU. Reporter: Knut Kainz Rognerud. Dessutom 48 timmar "På flykt från fattigdom". Reporter: Hanna Nyberg.                                                                                               |                                  |                   |
| 4 | "Överkalix val"                  | 17 september 2014 |
| Om maktkamp Överkalix kommun. Reportrar: Hasse Johansson och Nicke Nordmark |                                  |                   |
| 5 | "När portarna slagit igen"       | 24 september 2014 |
| Om unga kvinnor med självskadebeteende som vårdas med brottslingar. Reporter: Nadja Yllner |                                  |                   |
| 6 | "Vägen till skatteparadiset"     | 1 oktober 2014    |
| Reportage från Danmarks Radio av Jeppe Gaardboe. |                                  |                   |
| 7 | "Fotbollens mörka värld"         | 8 oktober 2014    |
| Om läggmatcher i fotboll. Reportrar: Ola Sandstig, Magnus Svenungsson och Vin Örnlunden. |                                  |                   |
| 8 | "Den stora spelstöten"           | 15 oktober 2014   |
| Fortsatt granskning av fotbollen. Reportrar: Magnus Svenungsson, Vin Örnlunden och Ola Sandstig. |                                  |                   |
| 9 | "Den svenska modellen"           | 22 oktober 2014   |
| Reportrar: Anna Jaktén och Björn Tunbäck |                                  |                   |
| 10 | "250 000 skäl att vara tyst"     | 29 oktober 2014   |
| Reportrar: Anna Jaktén och Björn Tunbäck. Dessutom: "Kampen mot ebola" |                                  |                   |
| 11 | "Missbruksdöden"                 | 5 november 2014   |
| Reportrar: Karin Mattisson |                                  |                   |
| 12 | "Kodnamn EA20"                   | 12 november 2014  |
| Reportrar: Ali Fegan, Herman Reuterswärd och Lars-Göran Svensson |                                  |                   |
| 13 | "Swedish Connection"             | 19 november 2014  |
| Om företaget "Swedish Connections" som säljer tomter till överpriser till köpare i Mellanöstern som hoppas på uppehållstillstånd. Bygger på en granskning för Västnytt/Hallandsnytt. Reporter: Jesper Henke. |                                  |                   |
| 14 | "Den stora skattjakten"          | 26 november 2014  |
| Reportrar: Sven Bergman och Joachim Dyfvermark |                                  |                   |
| 15 |                                  | 3 december 2014   |
| Återblick på tidigare reportage. |                                  |                   |

## 2015
| Nr | Avsnitt                                                   | Sändes            |
| --- | --------------------------------------------------------- | ----------------- |
| 1 | "Kommungranskarna: Österåker"                             | 14 januari 2015   |
| Reporter: Sophia Djiobaridis. |                                                           |                   |
| 2 | "Judehatet i Malmö"                                       | 21 januari 2015   |
| Reportrar: Petter Ljunggren och Sanna Klinghoffer.                                                                                                |                                                           |                   |
| 3 | "Muslimhatet"                                             | 28 januari 2015   |
| Reporter: Petter Ljunggren och Mikael Funke. |                                                           |                   |
| 4 | "Tyst vård"                                               | 4 februari 2015   |
| Reporter: Erik Palm. |                                                           |                   |
| 5 | "Det lagliga knarket"                                     | 11 februari 2015  |
| Reporter: Ola Sandstig. Dessutom "Busschauffören som väntar på ett resultat", reporter: Viana Mikkelsen.                                          |                                                           |                   |
| 6 | "Shahada (martyrskap)"                                    | 18 februari 2015  |
| Reporter: Sanna Klinghoffer. |                                                           |                   |
| 7 | "Våldtagen på nätet"                                      | 25 februari 2015  |
| Reportrar: Nicke Nordmark och Hasse Johansson. |                                                           |                   |
| 8 | "Det ljuande barnet"                                      | 4 mars 2015       |
| Reportrar: Ali Fegan och Lars-Göran Svensson. |                                                           |                   |
| 9 | "Leva och dö i Grums"                                     | 11 mars 2015      |
| Reporter: Joakim Lamotte |                                                           |                   |
| 10 | "Mellan stolarna"                                         | 18 mars 2015      |
| Reporter: Anna-Klara Bankel |                                                           |                   |
| 11 | "Den slutna cirkeln"                                      | 25 mars 2015      |
| Reportrar: Henrik Bergsten och Lina Makboul |                                                           |                   |
| 12 | "Det svarta hålet"                                        | 1 april 2015      |
| Om gruvbolaget Northlands konkurs. Reporter: Magnus Svenungsson                                                                                   |                                                           |                   |
| 13 | "Tidningsspelets vinnare och förlorare"                   | 15 april 2015     |
| Om tidningskoncernen Stampen. Reportrar: Anna Jaktén och Björn Tunbäck                                                                            |                                                           |                   |
| 14 | "Jihad i Göteborg / Grums - Återkomsten"                  | 22 april 2015     |
| 15 | "Det italienska handslaget"                               | 29 april 2015     |
| Reportrar: Ali Fegan och Lars-Göran Svensson |                                                           |                   |
| 16 | "Konstbluffen.com"                                        | 13 maj 2015       |
| Om att auktionshuset Lauritz.com sålt förfalskningar. Reporter: Karin Mattisson                                                                   |                                                           |                   |
| 17 | "Kris i Bregottfabriken"                                  | 20 maj 2015       |
| Reportrar: Sven Bergman och Joachim Dyfvermark |                                                           |                   |
| 18 | "Stjärnkirurg till varje pris / Sveriges största muta?"   | 27 maj 2015       |
| Om Paolo Macchiarini. Reporter: Yvonne Åstrand. Dessutom om Telia Soneras affärer i Azerbajdzjan. Reportrar: Joachim Dyfvermark och Sven Bergman. |                                                           |                   |
| 19 | "TV4 – en lite mindre del av Sverige"                     | 10 juni 2015      |
| Om TV4:s nedläggning av lokal-TV. Reportrar: Anna Jaktén och Björn Tunbäck                                                                        |                                                           |                   |
| 1 | "Kommungranskarna i Knivsta"                              | 26 augusti 2015   |
| Reporter: Sophia Djiobaridis |                                                           |                   |
| 2 | "Barnen från gatan"                                       | 2 september 2015  |
| Reportrar: Anna-Klara Bankel och Emil Larsson |                                                           |                   |
| 3 | "Jag vill inte bli glömd"                                 | 9 september 2015  |
| Reporter: Sara Bull |                                                           |                   |
| 4 | "Välfärdens casino"                                       | 16 september 2015 |
| Reportrar: Lina Makboul och Henrik Bergsten |                                                           |                   |
| 5 | "När samhället tittar bort"                               | 23 september 2015 |
| Om Sorgenfrilägret. Reporter: Janne Josefsson |                                                           |                   |
| 6 | "Den svenska självmordbombaren"                           | 30 september 2015 |
| Reporter: Petter Ljunggren |                                                           |                   |
| 7 | "Det italienska handslaget II"                            | 7 oktober 2015    |
| Reportrar: Ali Fegan och Lars-Göran Svensson |                                                           |                   |
| 8 | "Timmarna på psyket"                                      | 14 oktober 2015   |
| Reporter: Karin Mattisson |                                                           |                   |
| 9 | "Den yttre gränsen"                                       | 28 oktober 2015   |
| Reporter: Hanna Nyberg |                                                           |                   |
| 10 | "Lagens korta arm"                                        | 4 november 2015   |
| Reportrar: Rolf Lunneborg och Håkan Alamaa |                                                           |                   |
| 11 | "Mjölkkrisen – bro över mörka vatten / Svenskarna i Gaza" | 11 november 2015  |
| Reportrar: Sven Bergman och Joachim Dyfvermark. Dessutom om svenska familjer i Gaza.                                                              |                                                           |                   |
| 12 | "På promenad"                                             | 18 november 2015  |
| Om Ersta flickhem. Reportrar: Anna Jaktén och Johanna Torshall Svenssons.                                                                         |                                                           |                   |
| 13 | "Tack gode Gud för pengarna"                              | 25 november 2015  |
| Om Livets Ords ekonomi. Reportrar: Anna Lindman och Magnus Svenungsson.                                                                           |                                                           |                   |
| 14 | "Välkommen till Sverige"                                  | 2 december 2015   |
| Reportrar: Lina Makboul och Henrik Bergsten. Dessutom uppföljning av programmet om Ask.fm.                                                        |                                                           |                   |
| 15 | "Lugna gatan"                                             | 9 december 2015   |
| Reportrar: Axel Gordh Humlesjö och Petter Ljunggren                                                                                               |                                                           |                   |
| 16 | "Året med Uppdrag granskning"                             | 16 december 2015  |
| Sammanfattning av årets program. |                                                           |                   |

## 2016
Utöver de nedan listade reportagen sändes under sommaren sex program med titeln Uppdrag gransknings sommar där tidigare reportage visades och följdes upp.
| Nr | Avsnitt                                     | Sändes            |
| --- | ------------------------------------------- | ----------------- |
| 1 | "Vi har slösat"                             | 3 februari 2016   |
| Reportrar: Valeria Helander och Sophia Djiobaridis                                                                                                  |                                             |                   |
| 2 | "De hotade"                                 | 10 februari 2016  |
| Reporter: Knut Kainz Rognerud. Dessutom danskt reportage om flyktingsmuggling.                                                                      |                                             |                   |
| 3 | "Räddningshelikoptern som inte kom fram"    | 17 februari 2016  |
| Om Sjöfartsverkets nya räddningshelikopter. Dessutom två andra reportage.                                                                           |                                             |                   |
| 4 | "Svartmäklarna"                             | 24 februari 2016  |
| Reporter: Hanna Nyberg. |                                             |                   |
| 5 | "Den brända jordens taktik"                 | 2 mars 2016       |
| Om bränder på planerade och befintliga asylboenden. Reporter: Janne Josefsson.                                                                      |                                             |                   |
| 6 | "Sopkriget"                                 | 9 mars 2016       |
| Reporter: Andreas Rocksén. |                                             |                   |
| 7 | "Springnotan"                               | 16 mars 2016      |
| Reporter: Sven Bergman. |                                             |                   |
| 8 | "Legitimerad"                               | 23 mars 2016      |
| Reportrar: Karin Mattisson och Jorun Collin. |                                             |                   |
| 9 | "Legitimerad II"                            | 30 mars 2016      |
| Andra delen av förra veckans reportage. Reporter: Jorun Collin. Dessutom mer om svartmäklare i Göteborg.                                            |                                             |                   |
| 10 | "Panamadokumenten"                          | 6 april 2016      |
| Om Panamadokumenten. Reportrar: Sven Bergman och Joachim Dyfvermark.                                                                                |                                             |                   |
| 11 | "Matchfixaren"                              | 13 april 2016     |
| Reporter: Magnus Svenungsson. |                                             |                   |
| 12 | "Konkurrensens pris"                        | 20 april 2016     |
| Om Peabs underentreprenörer vid bygget av Mall of Scandinavia. Reportrar: Anna-Klara Bankel och Emil Larsson.                                       |                                             |                   |
| 13 | "Praktikanterna"                            | 27 april 2016     |
| Reportrar: Henrik Bergsten och Lina Makboul. |                                             |                   |
| 14 | "En bedräglig god man / Den hemliga kunden" | 4 maj 2016        |
| Om gode män som skor sig på sina huvudmän. Reporter: Ola Sandstig. Dessutom mer om Panamadokumenten. Reportrar Sven Bergman och Joachim Dyfvermark. |                                             |                   |
| 15 | "Fotbollsidioter"                           | 11 maj 2016       |
| Reporter: Kristina Hedberg. |                                             |                   |
| 16 | "Fotbollsidioter II"                        | 18 maj 2016       |
| Reporter: Kristina Hedberg. |                                             |                   |
| 1 | "Ålder: okänd"                              | 31 augusti 2016   |
| Om åldersbedömning av asylsökande. Reportrar: Lina Makboul och Henrik Bergsten.                                                                     |                                             |                   |
| 2 | "Fallet Assange"                            | 7 september 2016  |
| Reporter: Petter Ljunggren. |                                             |                   |
| 3 | "Sharmaki - barn eller vuxen"               | 14 september 2016 |
| Reporter: Frida Björk. |                                             |                   |
| 4 | "All time high"                             | 21 september 2016 |
| Om VD.bonusar. Reportrar: Kristina Lagerström och Johan Zachrisson Winberg.                                                                         |                                             |                   |
| 5 | "Fallet Wijk"                               | 28 september 2016 |
| Reporter: Ali Fegan. |                                             |                   |
| 6 | "Att vara ägd"                              | 5 oktober 2016    |
| Reporter: Ola Sandstig. |                                             |                   |
| 7 | "Glädjebetygen"                             | 12 oktober 2016   |
| Reporter: Anna Wallin Adersjö. |                                             |                   |
| 8 | "Bittra druvor"                             | 19 oktober 2016   |
| Reporter: Tom Heinemann. |                                             |                   |
| 9 | "Svenskt bistånd"                           | 26 oktober 2016   |
| Reporter: Jan Josefsson. |                                             |                   |
| 10 | "Hero"                                      | 2 november 2016   |
| Reportrar: Jorun Collin och Staffan Florén Sandberg.                                                                                                |                                             |                   |
| 11 | "Kalifatet kallar"                          | 16 november 2016  |
| Reporter: Petter Ljunggren. |                                             |                   |
| 12 |                                             | 23 november 2016  |
| Specialprogram med anledning av SVT:s 60-årsjubileum. Hanne Kjöler och Magnus Danielson medverkar.                                                  |                                             |                   |
| 13 | "Den svenske terroristen"                   | 30 november 2016  |
| Reporter: Bo-Göran Bodin. |                                             |                   |
| 14 | "Tystnadens kultur"                         | 7 december 2016   |
| Reporter: Sven Bergman. |                                             |                   |

## 2017
| Nr                                                                                           | Avsnitt                                                    | Sändes            |
| -------------------------------------------------------------------------------------------- | ---------------------------------------------------------- | ----------------- |
| 1                                                                                            | "Kader mot Sverige"                                        | 11 januari 2017   |
| Reporter: Henrik Bergsten.                                                                   |                                                            |                   |
| 2                                                                                            | "En arbetares död"                                         | 18 januari 2017   |
| Reporter: Anna-Klara Bankel.                                                                 |                                                            |                   |
| 3                                                                                            | "Taxfree / Skatteverket försökte mörka vänskapskorruption" | 25 januari 2017   |
| Reporter: Johan Zachrisson Winberg.                                                          |                                                            |                   |
| 4                                                                                            | "Den stora momssvindeln"                                   | 1 februari 2017   |
| Reporter: Magnus Svenungsson.                                                                |                                                            |                   |
| 5                                                                                            | "En ansvarsfull exit"                                      | 8 februari 2017   |
| Reporter: Petter Ljunggren.                                                                  |                                                            |                   |
| 6                                                                                            | "Det nationella provet / Turism till varje pris"           | 15 februari 2017  |
| Reporter: Anna Wallin Adersjö. Reporter: Sara Leijman.                                       |                                                            |                   |
| 7                                                                                            | "Legitimerad: fortsättningen"                              | 22 februari 2017  |
| Reporter: Jorun Collin.                                                                      |                                                            |                   |
| 8                                                                                            | "Pojkarna från Fittja, del 1"                              | 1 mars 2017       |
| Reporter: Janne Josefsson.                                                                   |                                                            |                   |
| 9                                                                                            | "Pojkarna från Fittja, del 2"                              | 8 mars 2017       |
| Reporter: Janne Josefsson.                                                                   |                                                            |                   |
| 10                                                                                           | "FN och övergreppen, del 1"                                | 15 mars 2017      |
| Reporter: Karin Mattisson                                                                    |                                                            |                   |
| 11                                                                                           | "Affären som spårade ur / FN och övergreppen, del 2"       | 22 mars 2017      |
|                                                                                              |                                                            |                   |
| 12                                                                                           | "När gränsen är nådd"                                      | 29 mars 2017      |
| Reporter: Lena Sundström.                                                                    |                                                            |                   |
| 13                                                                                           | "Det gyllene fängelset"                                    | 5 april 2017      |
| Reporter: Ali Fegan.                                                                         |                                                            |                   |
| 14                                                                                           | "Fallet Sloniker / Breven från påven"                      | 12 april 2017     |
|                                                                                              |                                                            |                   |
| 15                                                                                           | "Det gömda rummet"                                         | 19 april 2017     |
| Reporter: Ola Sandstig.                                                                      |                                                            |                   |
| 16                                                                                           | "Kommungranskarna: Sigtuna"                                | 26 april 2017     |
| Reporter: Jesper Henke.                                                                      |                                                            |                   |
| 1                                                                                            | "Daglönarna"                                               | 23 augusti 2017   |
| Reporter: Anna-Klara Bankel                                                                  |                                                            |                   |
| 2                                                                                            | "Gängmorden i Göteborg: del 1"                             | 30 augusti 2017   |
| Om gängkriget i Göteborg och dess konsekvenser. Reportrar: Lina Makboul och Henrik Bergsten. |                                                            |                   |
| 3                                                                                            | "Gängmorden i Göteborg: del 2"                             | 6 september 2017  |
| Om gängkriget i Göteborg och dess konsekvenser. Reportrar: Lina Makboul och Henrik Bergsten. |                                                            |                   |
| 4                                                                                            | "Äggtjuvarna"                                              | 13 september 2017 |
| Reporter: Staffan Florén Sandberg.                                                           |                                                            |                   |
| 5                                                                                            | "Helikopteraffären: facit"                                 | 20 september 2017 |
| Reportrar: Ali Fegan och Lars-Göran Svensson                                                 |                                                            |                   |
| 6                                                                                            | "Lyckolandet"                                              | 27 september 2017 |
|                                                                                              |                                                            |                   |
| 7                                                                                            | "Hårindustrin"                                             | 4 oktober 2017    |
| Reporter: Ida Nordén.                                                                        |                                                            |                   |
| 8                                                                                            | "Kommungranskarna: Haparanda"                              | 11 oktober 2017   |
| Om Barents Center i Haparanda. Reporter: Jesper Henke                                        |                                                            |                   |
| 9                                                                                            | "Bombardier/Flickor till salu"                             | 18 oktober 2017   |
| Reporter: Erik Palm                                                                          |                                                            |                   |
| 10                                                                                           | "Afghanutvisningarna"                                      | 25 oktober 2017   |
| Reporter: Ola Sandstig.                                                                      |                                                            |                   |
| 11                                                                                           | "Digitala utpressare"                                      | 1 november 2017   |
| Reporter: Oskar Jönsson.                                                                     |                                                            |                   |
| 12                                                                                           | "Paradisläckan: del 3"                                     | 8 november 2017   |
|                                                                                              |                                                            |                   |
| 13                                                                                           | "I polisens våld / Kommungranskarna: Sigtuna."             | 15 november 2017  |
| Reporter: Philip Naskret. Reporter: Jesper Henke.                                            |                                                            |                   |
| 14                                                                                           | "Brännbart mode"                                           | 22 november 2017  |
| Om att H&M bränner upp kläder som inte sålts. Reporter: Tobias Andersson Åkerblom.           |                                                            |                   |
| 15                                                                                           | "Afrofobi"                                                 | 29 november 2017  |
| Om hatbrottsanmälningar till följd av afrofobi. Reporter: Lena ten Hoopen.                   |                                                            |                   |

## 2018
| Nr | Avsnitt                               | Sändes            |
| --- | ------------------------------------- | ----------------- |
| 1 | "Sjukhusstriden i Sollefteå"          | 10 januari 2018   |
| Reportrar: Rolf Lunneborg och Håkan Alamaa. |                                       |                   |
| 2 | "Spelet om hamnen"                    | 17 januari 2018   |
| Om konflikten mellan Hamnarbetarförbundet och APM Terminals. Reporter: Henrik Bergsten.                                                              |                                       |                   |
| 3 | "Sugardaddy"                          | 24 januari 2018   |
| Reporter: Anna-Klara Bankel. |                                       |                   |
| 4 | "OS - ett orent spel: del 1"          | 31 januari 2018   |
| Reportrar: Hajo Seppelt, Magnus Svennungsson, Staffan Florén Sandberg                                                                                |                                       |                   |
| 5 | "OS - ett orent spel: del 3"          | 7 februari 2018   |
| Reportrar: Hajo Seppelt, Magnus Svennungsson, Staffan Florén Sandberg                                                                                |                                       |                   |
| 6 | "Knutby - från paradis till helvete"  | 14 februari 2018  |
| Reporter: Anna Lindman. |                                       |                   |
| 7 |                                       | 21 februari 2018  |
| Om Palmeutredningen. Reporter: Bo-Göran Bodin. |                                       |                   |
| 8 |                                       | 28 februari 2018  |
| Om Palmeutredningen. Reporter: Bo-Göran Bodin. |                                       |                   |
| 9 | "Kommungranskarna: Västervik - del 1" | 14 mars 2018      |
| Reporter: Jesper Henke. |                                       |                   |
| 10 | "Kommungranskarna: Västervik - del 2" | 21 mars 2018      |
| Reporter: Jesper Henke. |                                       |                   |
| 11 | "Cirkus Nobel"                        | 28 mars 2018      |
| Reportage från norska Brennpunkt om att Fremskrittspartiets Carl I Hagen vill sitta i Nobelkommittén. Reporter: Inger Sunde.                         |                                       |                   |
| 12 | "Fastspänd"                           | 4 april 2018      |
| Reporter: Ida Nordén. |                                       |                   |
| 13 | "Jakten på "Generalen""               | 11 april 2018     |
| Reporter: Ali Fegan. |                                       |                   |
| 14 | "Flykten från förortsskolorna"        | 18 april 2018     |
| Reporter: Fouad Youcefi. |                                       |                   |
| 15 | "Terroristen Akilov"                  | 25 april 2018     |
| Reporter: Janne Josefsson. |                                       |                   |
| 16 | "#metoo och Fredrik Virtanen"         | 30 maj 2018       |
| Om Fredrik Virtanen och svenska mediers behandling av metoo-uppropen. Reporter: Lina Makboul.                                                        |                                       |                   |
| 1 | "Dömda för våldtäkt"                  | 22 augusti 2018   |
| Reporter: Petter Ljunggren. |                                       |                   |
| 2 | "Alternativhögern i Sverige"          | 29 augusti 2018   |
| Reportrar: Carolina Jemsby och Jenny Strindlöv. |                                       |                   |
| 3 | "Kommungranskarna: Botkyrka"          | 12 september 2018 |
| Reporter: Jesper Henke. |                                       |                   |
| 4 | "De nya surrogatmödrarna"             | 19 september 2018 |
| Om surrogatmödraskap. Reporter: Lena ten Hoopen. |                                       |                   |
| 5 | "Safet och sanningen"                 | 26 september 2018 |
| Reporter: Sanna Klinghoffer. |                                       |                   |
| 6 | "Rovdjuren och rendöden"              | 3 oktober 2018    |
| Om konflikt mellan järvens bevarande och rennäring. Reporter: Sara Leijman.                                                                          |                                       |                   |
| 7 | "Sverigefakturorna"                   | 10 oktober 2018   |
| Om bluffakturor. Reporter: Staffan Florén Sandberg.                                                                                                  |                                       |                   |
| 8 | "Sverigefakturorna, del 2."           | 24 oktober 2018   |
| Reporter: Staffan Florén Sandberg. Dessutom en bit ur en granskning av SiS-hem som publicerats webbexklusivt föregående vecka. Reporter: Ida Nordén. |                                       |                   |
| 9 | "Bakom stängda dörrar"                | 31 oktober 2018   |
| Om missförhållanden på gruppboenden. Reporter: Sophia Djiobaridis.                                                                                   |                                       |                   |
| 10 | "Vem kan rädda Sanne?"                | 7 november 2018   |
| Reporter: Anna-Klara Bankel. |                                       |                   |
| 11 | "Sjuksköterskebluffen"                | 14 november 2018  |
| Reporter: Karin Mattisson. |                                       |                   |
| 12 | "Högskoleprovsfusket"                 | 21 november 2018  |
| Reporter: Samir Bezzazi. |                                       |                   |
| 13 | "FN och mörkläggningen"               | 28 november 2018  |
| Om mordet på Zaida Catalán i Kongo-Kinshasa. Reporter: Ali Fegan och Axel Gordh Humlesjö.                                                            |                                       |                   |

## 2019
| Nr | Avsnitt                          | Sändes            |
| --- | -------------------------------- | ----------------- |
| 1 | "För barnens bästa"              | 9 januari 2019    |
| Om hur socialtjänsten hanterar ärenden som rör barn som far illa. Reporter: Karin Mattisson.                                                                    |                                  |                   |
| 2 | "En tiggares död"                | 16 januari 2019   |
| Om tiggaren Gica i Huskvarna som kvällen innan han dog misshandlades svårt av två pojkar. Reporter: Henrik Bergsten.                                            |                                  |                   |
| 3 | "Skogen brinner"                 | 23 januari 2019   |
| Om hur väl rustat Sverige stod inför de omfattande skogsbränderna i Sverige sommaren 2018. Reporter: Lena ten Hoopen.                                           |                                  |                   |
| 4 | "Sverigekraven"                  | 30 januari 2019   |
| Om ett avtal som gjort ökat antalet svenskar som hamnat hos Kronofogden. Reporter: Karin Mattisson.                                                             |                                  |                   |
| 5 | "Järnvägens dödsfällor"          | 6 februari 2019   |
| Om brister vid järnvägsövergångar som inte åtgärdats. Reporter: Ali Fegan.                                                                                      |                                  |                   |
| 6 | "Nagelfixarna"                   | 13 februari 2019  |
| Om personer från Vietnam som kommit till Sverige för att arbeta på nagelsalong, men som utnyttjas av arbetsgivaren. Reporter: Anna Lindman.                     |                                  |                   |
| 7 | "Swedbank och penningtvätten"    | 20 februari 2019  |
| Om att Swedbank kan ha använts för omfattande penningtvätt under ett decennium. Del 1 av 2. Reportrar: Joachim Dyfvermark, Linda Larsson Kakuli, Axel Humlesjö. |                                  |                   |
| 8 | "Swedbank och penningtvätten"    | 27 februari 2019  |
| Om vilka som kan ligga bakom den misstänkta penningtvätten i Swedbank. Del 2 av 2. Reportrar: Joachim Dyfvermark, Linda Larsson Kakuli, Axel Humlesjö.          |                                  |                   |
| 9 | "Utredning nedlagd"              | 13 mars 2019      |
| Om nedlagda utredningar av polisanmälda våldtäkter. Reportrar: Petter Ljunggren och Anna Engholm.                                                               |                                  |                   |
| 10 | "Blåsningen i Östersund"         | 20 mars 2019      |
| Om misstänkta ekonomiska oegentligheter kring fotbollsklubben Östersunds FK. Reporter: Jesper Henke.                                                            |                                  |                   |
| 11 | "Swedbank och amerikanerna"      | 27 mars 2019      |
| Reportrar: Axel Gordh Humlesjö och Joachim Dyfvermark. |                                  |                   |
| 12 | "Tranståget och tonårsflickorna" | 3 april 2019      |
| Reporter: Carolina Jemsby och Karin Mattisson. Granskningsnämnden fällde programmet för intrång i enskilds privatliv.                                           |                                  |                   |
| 13 | "Psykrevolten"                   | 10 april 2019     |
| Reporter: Anna-Klara Bankel. |                                  |                   |
| 14 | "Biltema – en solskenshistoria"  | 17 april 2019     |
| Reporter: Ali Fegan. |                                  |                   |
| 1 | "Den dömde tränaren"             | 21 augusti 2019   |
| [ 206 ] |                                  |                   |
| 2 | "Larmet från Filipstad"          | 28 augusti 2019   |
| Om krisen i Filipstad efter flyktingkatastrofen 2015. Reportrar Lina Makboul och Henrik Bergsten                                                                |                                  |                   |
| 3 | "Marikas kamp"                   | 4 september 2019  |
| [ 208 ] |                                  |                   |
| 4 | "Den sjuka stressen"             | 11 september 2019 |
| Reporter: Ida Nordén |                                  |                   |
| 5 | "Ung och kriminell"              | 18 september 2019 |
| Reporter: Petter Ljunggren. |                                  |                   |
| 6 | "Dödens kurva"                   | 25 september 2019 |
| Reporter: Lena ten Hoopen |                                  |                   |
| 7 | "Bankmannens löften"             | 2 oktober 2019    |
| Reporter: Staffan Florén Sandberg |                                  |                   |
| 8 | "Tranståget: del 2"              | 9 oktober 2019    |
| [ 210 ] |                                  |                   |
| 9 | "Giftigt skrot till salu"        | 16 oktober 2019   |
| Reportage från NRK. |                                  |                   |
| 10 | "Tysta vittnen"                  | 23 oktober 2019   |
| Reporter: Petter Ljunggren |                                  |                   |
| 11 | "Sveket mot Elin"                | 30 oktober 2019   |
| Reporter: Anna-Klara Bankel |                                  |                   |
| 12 | "Karolinska och judehatet"       | 6 november 2019   |
| Reporter: Per Shapiro och Sophia Djiobaridis |                                  |                   |
| 13 | "Jakten på mineralerna"          | 13 november 2019  |
| Reporter: Natalie Medic |                                  |                   |
| 14 | "Swedbank och vapenhandlarna"    | 20 november 2019  |
| Reporter: Axel Gordh Humlesjö och Joachim Dyfvermark |                                  |                   |
| 15 | "SEB och penningtvätten"         | 27 november 2019  |
| Reporter: Joachim Dyfvermark och Axel Gordh Humlesjö |                                  |                   |

## 2020
På grund av coronavirusutbrottet kunde inte Uppdrag gransknings verksamhet fortsätta som tidigare och från april 2020 visades främst repriser av tidigare reportage.
| Nr | Avsnitt                          | Sändes            |
| --- | -------------------------------- | ----------------- |
| 1 | "Vännerna och stadshuset"        | 15 januari 2020   |
| Om försäljningen av stadshuset i Karlstad till IT-företaget Zynapp. Reporter: Henrik Bergsten                                                                                           |                                  |                   |
| 2 | "Sjuksköterskebluffen: del 2"    | 22 januari 2020   |
| Reporter: Karin Mattisson |                                  |                   |
| 3 | "Arlagården"                     | 29 januari 2020   |
| Reporter: Ali Fegan och Cissi Eriksson Granér |                                  |                   |
| 4 | "Inlåst i skogen"                | 5 februari 2020   |
| Reporter: Lena Sundström ten Hoopen |                                  |                   |
| 5 | "De nya hemlösa"                 | 12 februari 2020  |
| Reporter: Ida Nordén |                                  |                   |
| 6 | "Utflyttarna"                    | 19 februari 2020  |
| Reporter: Ida Nordén |                                  |                   |
| 7 | "Vården och AI-verktyget"        | 4 mars 2020       |
| Om vårdverktyget Vårdexpressen. Reporter: Linda Fridh och Per Lärka |                                  |                   |
| 8 | "Mikaels miljoner"               | 11 mars 2020      |
| Reporter: Staffan Florén Sandberg |                                  |                   |
| 9 | "FN och vittnet"                 | 18 mars 2020      |
| Reporter: Ali Fegan och Axel Gordh Humlesjö |                                  |                   |
| 10 | "Barn som rånar barn"            | 25 mars 2020      |
| Reporter: Petter Ljunggren |                                  |                   |
| 11 | "Skogen brinner"                 | 8 april 2020      |
| Repris från 23 januari 2019. |                                  |                   |
| 12 | "Swedbank och penningtvätten"    | 15 april 2020     |
| Repris från februari 2019. |                                  |                   |
| 13 | "Blåsningen i Östersund"         | 22 april 2020     |
| Repris från 20 mars 2019. |                                  |                   |
| 14 | "Borta med vinden"               | 29 april 2020     |
| Reporter: Rolf Lunneborg och Håkan Alamaa |                                  |                   |
| 15 | "Michael Wijks sista timmar"     | 6 maj 2020        |
| Repris från 28 september 2016. |                                  |                   |
| 16 | "Arlagården / Tranståget"        | 13 maj 2020       |
| Uppföljning av tidigare reportage. |                                  |                   |
| 1 | "Makt till varje pris - del 1"   | 2 september 2020  |
| Om ett samarbete i valet 2010 mellan Socialdemokraterna i Sigtuna och byggbolaget Peab. Reporter: Jesper Henke                                                                          |                                  |                   |
| 2 | "Makt till varje pris - del 2"   | 9 september 2020  |
| Fortsättning av föregående avsnitt. Reporter: Jesper Henke |                                  |                   |
| 3 | "Telia och hemligheten"          | 16 september 2020 |
| Om Telia och muthärvan i Uzbekistan. Reportrar: Joachim Dyfvermark och Sven Bergman |                                  |                   |
| 4 | "SEB och den amerikanska läckan" | 23 september 2020 |
| Om banken SEB och misstankar om penningtvätt efter en stor läcka från den amerikanska finanspolisen FinCEN. Reportrar: Axel Gordh Humlesjö, Linda Larsson Kakuli och Joachim Dyfvermark |                                  |                   |
| 5 | "Knutby 2"                       | 30 september 2020 |
| 6 | "Knutby 3"                       | 7 oktober 2020    |
| 7 | "Dicks rop på hjälp"             | 14 oktober 2020   |
| 8 | "Mannen som blev kvar"           | 21 oktober 2020   |
| 9 | "Spelet om munskydden, del 1"    | 28 oktober 2020   |
| 10 | "Den svenska strategin"          | 11 november 2020  |
| 11 | "Droger på recept"               | 18 november 2020  |
| 13 | "20 år med Uppdrag granskning"   | 25 november 2020  |

## 2021
| Nr | Avsnitt                            | Sändes            |
| --- | ---------------------------------- | ----------------- |
| 1 | "Kravgårdarna"                     | 13 januari 2021   |
| Om Kravmärkta jordbrukare som brutit mot djurskyddslagen och dömts för dömts för djurplågeri. Reporter: Ali Fegan. |                                    |                   |
| 2 | "LRF och de förtroendevalda"       | 19 januari 2021   |
| Om förtroendevalda i Lantbrukarnas riksförbund som dömts för djurplågeri och som har fått djurförbud. Reporter: Ali Fegan. |                                    |                   |
| 3 | "Kravslakterierna"                 | 20 januari 2021   |
| Om hur Kravcertifierade slakterierna visar sig ha fler anmärkningar och brister vad gäller hygien och livsmedelssäkerhet än slakterier utan certifiering. Reporter: Ali Fegan.                                                                                    |                                    |                   |
| 4 | "De som kallades monster"          | 27 januari 2021   |
| Reporter: Valeria Helander. |                                    |                   |
| 4 | "Stockholms ensammaste man?"       | 3 februari 2021   |
| Reporter: Ali Fegan. |                                    |                   |
| 5 | "Borta med vinden: Vad hände sen?" | 16 februari 2021  |
| Reporter: Rolf Lunneberg. |                                    |                   |
| 6 | "Skakvåldet"                       | 24 februari 2021  |
| Reporter: Katia Elliott. |                                    |                   |
| 7 | "Håll käften och lyd"              | 3 mars 2021       |
| Om repressalier mot visselblåsare och tystnadskultur inom Arbetsmiljöverket, Ekobrottsmyndigheten, Pågatågen och Region Västerbotten. Reporter: Anna-Klara Bankel.                                                                                                |                                    |                   |
| 8 | "The Scania way"                   | 9 mars 2021       |
| 9 | "Coronastödet som försvann"        | 31 mars 2021      |
| Reporter: Richard Aschberg. |                                    |                   |
| 10 | "Första vågen"                     | 7 april 2021      |
| Reporter: Henrik Hjort. |                                    |                   |
| 11 | "Smutsiga kläder"                  | 14 april 2021     |
| Reporter: Joachim Dyfvermark, Axel Humlesjö och Linda Kakuli. |                                    |                   |
| 12 | "Villkorligt frigiven"             | 21 april 2021     |
| Reporter: Petter Ljunggren. |                                    |                   |
| 13 | "För svag för Samhall"             | 28 april 2021     |
| Om hur Samhall, trots sitt huvuduppdrag om att ge personer med omfattande funktionsnedsättningar arbete, sållar bort funktionsnedsatta för att kunna vinna upphandlingar. Reporter: Samir Bezzazi.                                                                |                                    |                   |
| 14 | "Banken och brödraskapet"          | 5 maj 2021        |
| 15 | "Banken och brödraskapet 2"        | 12 maj 2021       |
| | "De stulna barnen"                 | 11 juni 2021      |
| Om hur Adoptionscentrum förmedlat adoptioner av stulna barn i Chile. |                                    |                   |
| 1 | "I skuggan av El Chapo, del 1"     | 25 augusti 2021   |
| 2 | "I skuggan av El Chapo, del 2"     | 1 september 2021  |
| 3 | "Moppepojkar"                      | 8 september 2021  |
| Reporter: Anna Jaktén. |                                    |                   |
| 4 | "De stulna barnen, del 1"          | 22 september 2021 |
| 5 | "De stulna barnen, del 2"          | 29 september 2021 |
| 6 | "Klimatbomben"                     | 6 oktober 2021    |
| Reporter: Malin Crona. |                                    |                   |
| | "Klimatbov i ny förpackning"       | 12 oktober 2021   |
| Om energitorv. Reportrar: Malin Crona och Lisa Svensson. (SVT Play-exklusivt) |                                    |                   |
| 7 | "Terrogruppen och klädbutiken"     | 13 oktober 2021   |
| Reportrar: Jaokim Dyfwermark, Axel Gordh Humlejsö och Linda Larsson Kakuli. |                                    |                   |
| 8 | "Den sista ålen"                   | 20 oktober 2021   |
| Reporter: Sven Bergman |                                    |                   |
| 9 | "De nya Socialdemokraterna?"       | 3 november 2021   |
| Om tidigare socialdemokratiska väljare som gått över till Sverigedemokraterna. Reporter: Anna-Klara Bankel. |                                    |                   |
| 10 | "Miljardprogrammet"                | 10 november 2021  |
| Om så kallade lyxrenoveringar i Husby. Reporter: Ida Nordén. |                                    |                   |
| 11 | "Pandemibankomaten"                | 17 november 2021  |
| Om hur Tillväxtverket undvikit att utreda hälften av alla tips om bidragsfusk relaterat till coronastöd, trots påståenden om det motsatta. Reportar: Richard Aschberg och Petter Ljunggren.                                                                       |                                    |                   |
| 12 | "Transbarnen"                      | 24 november 2021  |
| Om hur barn har fått skador och allvarliga biverkningar på inom transvården på Karolinska universitetssjukhuset och hur läkarna undanhållit information om olika risker. Reporter: Carolina Jemsby. Uppdrag granskning tilldelades Guldspaden 2021 för avsnittet. |                                    |                   |
| 13 | "De ryska torpederna"              | 1 december 2021   |
| Reportrar: Ali Fegan och Maria Georgieva. |                                    |                   |

## 2022
| Nr | Avsnitt                                     | Sändes            |
| --- | ------------------------------------------- | ----------------- |
| 1 | "Våldtäktsmannen och skadeståndet"          | 19 januari 2022   |
| Reporter: Sophia Djiobaridis                                                                                                 |                                             |                   |
| 2 | "Riskområde: Tjärna Ängar"                  | 26 januari 2022   |
| Reporter: Lina Makboul |                                             |                   |
| 3 | "Bokstavsbarnen"                            | 2 februari 2022   |
| 3 delar: Diagnosexplosionen, Skolmisslyckandet, Vårdkaoset. Reporter: Sara Arén.                                             |                                             |                   |
| 4 | "FN och mörkläggningen: Domen"              | 16 februari 2022  |
| Reporter: Ali Fegan och Axel Gordh Humlesjö                                                                                  |                                             |                   |
| | "Bankens hemligheter"                       | 20 februari 2022  |
| Om Credit Suisse. Reporter: Joachim Dyfwermark. (SVT Play-exklusivt)                                                         |                                             |                   |
| 5 | "Ärren från Jehovas"                        | 23 februari 2022  |
| Reporter: Anna Lindman |                                             |                   |
| 6 | "Ericsson och IS"                           | 27 februari 2022  |
| Reporter: Fredrik Laurin , Maria Georgieva och Per Agerman                                                                   |                                             |                   |
| 7 | "Smutsigt stål"                             | 6 mars 2022       |
| Reporter: Axel Gordh Humlesjö, Linda Larsson Kakuli och Tigran Feiler                                                        |                                             |                   |
| | "Transbarnen: tvärvändningen"               | 17 mars 2022      |
| Reporter: Carolina Jemsby. (SVT Play-exklusivt)                                                                              |                                             |                   |
| 8 | "Barnskofabriken"                           | 23 mars 2022      |
| Om arbetsförhållanden vid skoföretaget Kavats fabrik i Bosnien. Reporter: Lena Sundström                                     |                                             |                   |
| 9 | "Sjukvårdens förlorare"                     | 30 mars 2022      |
| Del 1 av 3 om Sveriges regioner. Reportrar: Staffan Florén Sandberg, Lotta Olin och Ida Andersson.                           |                                             |                   |
| 10 | "Regionlotteriet"                           | 6 april 2022      |
| Del 2 av 3 om Sveriges regioner. Reportrar: Staffan Florén Sandberg, Gustaf Söderström och Kina Pohjanen.                    |                                             |                   |
| 11 | "De okända"                                 | 13 april 2022     |
| Del 3 av 3 om Sveriges regioner. Reportrar: Staffan Florén Sandberg och Björn Tunbäck                                        |                                             |                   |
| 12 | "Från Kiev till Göteborg"                   | 27 april 2022     |
| Reporter: Maria Georgieva |                                             |                   |
| 12 | "Putin och hjälpen från väst"               | 27 april 2022     |
| Reporter: Joachim Dyfvermark, Sven Bergman och Axel Gordh Humlesjö                                                           |                                             |                   |
| 13 | "Sexköp i Allahs namn"                      | 11 maj 2022       |
| Om njutningsäktenskap. Reporter: Katia Wagner och Ali Fegan                                                                  |                                             |                   |
| | "Skilsmässa i Allahs namn"                  | 18 maj 2022       |
| Reporter: Katia Wagner och Ali Fegan. (SVT Play-exklusivt)                                                                   |                                             |                   |
| 14 | "Securitas hemligheter"                     | 25 maj 2022       |
| Reporter: Axel Gordh Humlesjö                                                                                                |                                             |                   |
| 15 | "Maktens bostäder"                          | 8 juni 2022       |
| Reporter: Richard Aschberg och Nils Hanson                                                                                   |                                             |                   |
| | "Mutbrotten i vården"                       | 10 juni 2022      |
| Uppföljning om Vårdexpressen. Reportrar: Linda Fridh och Per Lärka                                                           |                                             |                   |
| | "De ryska torpederna: Vad hände sen?"       | 22 juni 2022      |
| Reportrar: Ali Fegan och Maria Georgieva                                                                                     |                                             |                   |
| | "Klimatbomben - vad hände sen?"             | 29 juni 2022      |
| Reporter: Malin Crona |                                             |                   |
| | "Smutsiga kläder: Vad hände sen?"           | 6 juli 2022       |
| Reportrar: Joachim Dyfvermark, Axel Humlesjö och Linda Kakuli                                                                |                                             |                   |
| | "Transbarnen – vad hände sen?"              | 13 juli 2022      |
| Reporter: Carolina Jemsby |                                             |                   |
| | "Den sista ålen - vad hände sen?"           | 3 augusti 2022    |
| Reporter: Sven Bergman |                                             |                   |
| | "Ursprungsålen"                             | 3 augusti 2022    |
| Reporter: Erik Palm och Sven Bergman (kort reportage)                                                                        |                                             |                   |
| 1 | "Där mördare går fria"                      | 24 augusti 2022   |
| Reporter: Petter Ljunggren                                                                                                   |                                             |                   |
| 2 | "Han hette Robin"                           | 14 september 2022 |
| Reporter: Lena Sundström och Nadja Yllner                                                                                    |                                             |                   |
| 3, 4 | "Skola för guds skull"                      |                   |
| Publicerades på SVT Play 17 augusti i fyra halvtimmarsdelar, sändes i SVT1 21 och 28 september 2022. Reporter: Anna Lindman. |                                             |                   |
| 5 | "Swedbank och rättegången"                  | 5 oktober 2022    |
| Reporter: Joachim Dyfvermark, Linda Larsson Kakuli och Axel Gordh Humlesjö                                                   |                                             |                   |
| 6 | "Vårdchefens hemliga deal"                  | 12 oktober 2022   |
| Reporter: Staffan Florén Sandberg                                                                                            |                                             |                   |
| | "Stockholms ensammaste man? Vad hände sen?" | 13 oktober 2022   |
| Reporter: Ali Fegan (kort reportage)                                                                                         |                                             |                   |
| 7 | "Den svenska IS-skandalen"                  | 19 oktober 2022   |
| Reporter: Fredrik Laurin, Maria Georgieva, Greg Miller och Amir Musawi                                                       |                                             |                   |
| 8 | "Ett värdigt liv"                           | 26 oktober 2022   |
| Reporter: Samir Bezzazi |                                             |                   |
| 9 | "Maktens bostäder, del 2"                   | 2 november 2022   |
| Reporter: Richard Aschberg och Nils Hanson                                                                                   |                                             |                   |
| 10 | "Drömmen om en flygplats"                   | 9 november 2022   |
| Om Västerviks flygplats. Reportrar: Rebecka Montelius och Jesper Henke                                                       |                                             |                   |
| 11 | "Sveket mot donatorbarnen"                  | 23 november 2022  |
| Reporter: Lisa Jarenskog |                                             |                   |
| 12 | "Äta, bältas eller dö"                      | 7 december 2022   |
| Reporter: Susanna Sundström och Nadja Yllner                                                                                 |                                             |                   |
| 13 | "Happy ending"                              | 14 december 2022  |
| Reportage från NRK:s Brennpunkt. Reportrar: Kjersti Knudssøn(no), Christian Skaar Lura och Staffan Florén Sandberg.          |                                             |                   |
| | "Topplistans 100-gubbar"                    | 16 december 2022  |
| Tre kortare avsnitt om gangsterrap. Reporter: Dennis Franco.                                                                 |                                             |                   |

## 2023
| Nr | Avsnitt                                          | Sändes            |
| --- | ------------------------------------------------ | ----------------- |
| 1 | "Avhopparna"                                     | 25 januari 2023   |
| Reporter: Petter Ljunggren. |                                                  |                   |
| 2 | "Sexköp i Allahs namn - vad hände sen?"          | 31 januari 2023   |
| Reporter: Katia Wagner och Ali Fegan |                                                  |                   |
| 3 | "Praktikanterna"                                 | 1 februari 2022   |
| Reporter: Aida Pourshahidi. |                                                  |                   |
| 4 | "Aldrig mer elit"                                | 15 februari 2023  |
| Reporter: Anna Engholm |                                                  |                   |
| 5 | "Saknade barn"                                   | 21 februari 2023  |
| Reporter: Lena Sundström |                                                  |                   |
| 6 | ""Ligg inte med dina elever""                    | 22 februari 2023  |
| Reporter: Anna Engholm |                                                  |                   |
| 7 | "Hårt sex"                                       | 2 mars 2023       |
| Tre delar: "Strypgrepp är typ normen", "Alla är på nåt sätt porrskadade" och "Vilka liksom vuxna ska man prata med". Reporter: Anna Lindman |                                                  |                   |
| 8 | "Spermiestölden"                                 | 8 mars 2023       |
| Reporter: Lisa Jarenskog |                                                  |                   |
| 9 | "Påskupploppen"                                  | 22 mars 2023      |
| Om Påskupploppen 2022. Sändes på SVT Play som fyra halvstimmeslånga program. Reporter: Samir Bezzazi.                                       |                                                  |                   |
| 10 | "När jag inte längre minns dig, del 1 av 2"      | 5 april 2023      |
| Om demensvård. Publicerades på SVT Play som fyra halvtimmesprogram. Reporter: Bo Sjökvist och Björn Tunbäck.                                |                                                  |                   |
| 11 | "När jag inte längre minns dig, del 2 av 2"      | 12 april 2023     |
| Om demensvård. Reporter: Bo Sjökvist och Björn Tunbäck.                                                                                     |                                                  |                   |
| 12 | "Skuggkriget del 1: Putins spioner i Norden"     | 19 april 2023     |
| I samarbete med DR, NRK och YLE. |                                                  |                   |
| 13 | "Skuggkriget del 2: De ryska spionfartygen"      | 26 april 2023     |
| I samarbete med DR, NRK och YLE. |                                                  |                   |
| 14 | "Skuggkriget del 3: Kampen om sanningen"         | 3 maj 2023        |
| I samarbete med DR, NRK och YLE. |                                                  |                   |
| 15 | "Kungens bostäder"                               | 17 maj 2023       |
| Reportrar: Richard Aschberg och Nils Hanson                                                                                                 |                                                  |                   |
| 16 | "Bortförd"                                       | 23 augusti 2023   |
| Sändes som fem halvtimmesavsnitt på SVT Play. Reporter: Katia Wagner                                                                        |                                                  |                   |
| 17 | "Bortförd, del 2"                                | 30 augusti 2023   |
| Reporter: Katia Wagner |                                                  |                   |
| 18 | "Marbella, del 1"                                | 6 september 2023  |
| Sändes som fyra halvtimmesavsnitt i SVT Play. Reporter: Rebecka Montelius                                                                   |                                                  |                   |
| 19 | "Marbella, del 2"                                | 13 september 2023 |
| Reporter: Rebecka Montelius |                                                  |                   |
| 20 | "Läkarens offer"                                 | 20 september 2023 |
| Reporter: Linda Fridh |                                                  |                   |
| 21 | "Koranbrännarna"                                 | 27 september 2023 |
| Om Salwan Momika och Salwan Nejam. Reporter: Johanna Karlsson                                                                               |                                                  |                   |
| 22 | "Putins spioner i Sverige"                       | 4 oktober 2023    |
| Reportrar: Ali Fegan och Maria Georgieva |                                                  |                   |
| 23 | "När jag inte längre minns dig - vad hände sen?" | 11 oktober 2023   |
| Reportrar: Björn Sjökvist och Björn Tunbäck                                                                                                 |                                                  |                   |
| 24 | "De värnpliktiga och experimentet"               | 25 oktober 2023   |
| Om Carl Gemzell. Reporter: Lisa Jarenskog                                                                                                   |                                                  |                   |
| 25 | "Kycklingens pris"                               | 1 november 2023   |
| Om brister i djurskötsel på Aviagen Swechicks anläggning. Reportaget gjort tillsammans med Djurrättsalliansen. Reporter: Rebecka Montelius  |                                                  |                   |
| 26 | "Uppfostringsresan"                              | 8 november 2023   |
| Reporter: Katia Wagner |                                                  |                   |
| 27 | "Cypernläckan"                                   | 15 november 2023  |
| Reporter: Axel Gordh Humlesjö och Joakim Dyfvermark                                                                                         |                                                  |                   |
| 28 | "Intervju - nej tack!"                           | 22 november 2023  |
| Reporter: Jesper Henke |                                                  |                   |
| 29 | "Doktorns spermier"                              | 29 november 2023  |
| Reportrar: Lisa Jarenskog. Tilldelades Guldspaden 2023 i kategorin "Etermedia riks dokumentär".                                             |                                                  |                   |

## 2024
| Nr                                                                                  | Avsnitt                    | Sändes           |
| ----------------------------------------------------------------------------------- | -------------------------- | ---------------- |
| 1                                                                                   | "Bedragarna"               | 7 februari 2024  |
| Reporter: Diamant Salihu                                                            |                            |                  |
| 2                                                                                   | "Konsttjuven"              | 14 februari 2024 |
| Reporter: Johanna Karlsson                                                          |                            |                  |
| 3                                                                                   | "Ministrarnas cv"          | 21 februari 2024 |
| Reporter: Richard Aschberg                                                          |                            |                  |
| 4                                                                                   | "Dom tar våra barn"        | 6 mars 2024      |
| Om LVU-kampanjen. Reporter: Sara Arén                                               |                            |                  |
| 5                                                                                   | "Dom tar våra barn, del 2" | 13 mars 2024     |
| Om LVU-kampanjen. Reporter: Sara Arén                                               |                            |                  |
| 6                                                                                   | "Hackaren"                 | 20 mars 2024     |
| Reporter: Sanna Klinghoffer och Björn Tunbäck                                       |                            |                  |
| 7                                                                                   | "Mutorna på sjukhuset"     | 27 mars 2024     |
| Reporter: Rebecka Montelius och Staffan Florén Sandberg                             |                            |                  |
| 8                                                                                   | "Gambler"                  | 3 april 2024     |
| Publicerades som fyra avsnitt på SVT Play. Reporter: Simon Engstrand                |                            |                  |
| 9                                                                                   | "Unga mot staten"          | 10 april 2024    |
| Publicerades som fyra halvtimmeslånga avsnitt på SVT Play. Reporter: Malin Dahlberg |                            |                  |
| 10                                                                                  | "Unga mot staten, del 2"   | 17 april 2024    |
| Publicerades som fyra halvtimmeslånga avsnitt på SVT Play. Reporter: Malin Dahlberg |                            |                  |
| 11                                                                                  | "Skyttarna"                | 24 april 2024    |
| Reporter: Karwan Faraj                                                              |                            |                  |

## Källhänvisningar
1. ↑  SB 397/01 Beslut Arkiverad 28 juni 2014 hämtat från the Wayback Machine., Granskningsnämnden för radio och TV, 17 oktober 2001
2. ↑  Medierna sprider lögner kring styckmordsmålet, 30 maj 2001
3. ↑  "Nerdrag: byxor", Expressen, 31 maj 2001
4. ↑  "Jag blir upprörd och förbannad. Fastighetsnämndens ordförande chockad av skandalhuset", GT, 8 maj 2002
5. ↑  "Långt och värdelöst, Elisabet Höglund!", Expressen, 16 oktober 2002
6. ↑  Hotet från oljan, Uppdrag granskning
7. ↑  Ont om optimism för allmän-tv:s framtid, Aftonbladet, 16 juli 2003
8. ↑  Vanvården av våra gamla, Uppdrag granskning
9. ↑  De protesterade mot nedskärningarna - förflyttades från arbetsplatsen, Uppdrag granskning
10. ↑  Uddlös lag sviker de prostituerade, Uppdrag granskning
11. ↑  Valet att inte välja, Uppdrag granskning
12. ↑  Död och förödelse i guldjaktens spår, Uppdrag granskning
13. ↑  Färre sjuka - fler friska?, Uppdrag granskning
14. ↑  En dödlig kvinnofälla, Uppdrag granskning
15. ↑  Sanktionerat spelberoende?, Uppdrag granskning
16. ↑  Dubbelmoral när Sverige stödjer tobaksodling, Uppdrag granskning
17. ↑  SB 788/03 Beslut Arkiverad 5 mars 2016 hämtat från the Wayback Machine., Granskningsnämnden för radio och TV, 17 december 2003
18. ↑  Samhället sviker de svagaste, Uppdrag granskning
19. ↑  Sveriges dubbla budskap gentemot Israel, Uppdrag granskning
20. ↑  Om flyktingadvokater som uppmanar klienter att ljuga, Uppdrag granskning
21. ↑  Lurad av Nigeriabrev, Uppdrag granskning
22. ↑  Fritt fram för barnmisshandel?, Uppdrag granskning
23. ↑  Ingen ansvarig för Bengts död, Uppdrag granskning
24. ↑  För många gör det - för få ser, Uppdrag granskning
25. ↑  Småstadsliv grogrund för mobbning?, Uppdrag gransknign
26. ↑  Är inomhusluften en hälsofara?, Uppdrag granskning
27. ↑  Volvo har ingen förklaring till bilbränder, Dagens Nyheter, 17 juni 2003
28. ↑  Hemliga haverikommissioner och oförklarliga bilbränder, Uppdrag granskning
29. ↑  http://www.svt.se/ug/domdes-for-brott-som-inte-finns
30. ↑  http://www.svt.se/ug/lagligt-knark-utan-kontroll
31. ↑  http://www.svt.se/ug/tog-kommunal-verkligen-fajten
32. ↑  Psykiskt sjuk och rättslös, Uppdrag granskning
33. ↑  Varslad - efter 32 år, Uppdrag granskning
34. ↑  Svartstädningen pågår för fullt, Uppdrag granskning
35. ↑  Illegal vargjakt kartlagd för första gången, Uppdrag granskning
36. ↑  Kihlstedt ger upp kampen mot rättsväsendet, Göteborgs-Tidningen, 21 april 2004
37. ↑  Lars Kihlstedt orkar inte fly längre, Uppdrag granskning
38. ↑  Byn som får betala Vattenfalls affärer, Uppdrag granskning]
39. ↑  Nerikes Allehanda, 5 maj 2004
40. ↑  ”Vänsterns kontakter med östdiktaturerna”. Uppdrag granskning. Arkiverad från originalet den 2 januari 2006. https://web.archive.org/web/20060102171459/http://svt.se/svt/jsp/Crosslink.jsp?d=15777&a=261666.
41. ↑  Tunneln ska bli klar - till varje pris, Uppdrag granskning
42. ↑  Inget vet vad bidragsfusket kostar, Uppdrag granskning
43. ↑  Hans och Ingela letar misstänkta fuskare, Uppdrag granskning
44. ↑  Richard har satt fuskandet i system, Uppdrag granskning
45. ↑  Köpta sjukintyg lurar Försäkringskassan, Uppdrag granskning
46. ↑  Rikstrafiken tömde statens reskassa, Uppdrag granskning
47. ↑  Människorättsaktivister från Ghana besvikna, Uppdrag granskning
48. ↑  Polisens hemliga spaningsarbete, Uppdrag granskning
49. ↑  Strid om de apatiska flyktingbarnen, Uppdrag granskning
50. ↑  Han lämnade kronofogden i protest, Uppdrag granskning
51. ↑  Tyska arbetare har fått hård konkurrens, Uppdrag granskning
52. ↑  Låglönesatsning som knappt kostar alls, Uppdrag granskning
53. ↑  Justitiemordet på Bo doldes i flera år, Uppdrag granskning
54. ↑  EU-enkät skapade panik i riksdagen, Uppdrag granskning
55. ↑  DAMP ifrågasätts från fler än ett håll, Uppdrag granskning
56. ↑  ”Laika Film & Television”. Arkiverad från originalet den 2 juni 2018. https://web.archive.org/web/20180602123054/http://laikafilm.se/sv/uppdrag-granskning-elitsoldaterna-fick-betala-med-livet-2/. Läst 2 juni 2018.
57. ↑  Gränslös kärlek med stora hinder Arkiverad 28 september 2006 hämtat från the Wayback Machine., Uppdrag granskning
58. ↑  ”Laika Film & Television”. Arkiverad från originalet den 2 juni 2018. https://web.archive.org/web/20180602125552/http://laikafilm.se/sv/uppdrag-granskning-nakna-soldater/. Läst 2 juni 2018.
59. ↑  Försvaret utreder nakna soldater, SVT Nyheter, 30 maj 2006
60. ↑  ”Laika Film & Television”. Arkiverad från originalet den 2 juni 2018. https://web.archive.org/web/20180602123232/http://laikafilm.se/sv/uppdrag-granskning-reinfeldts-varld/. Läst 2 juni 2018.
61. ↑  Extern rapport om programmet
62. ↑  Granskningsnämnden fäller kritiskt tv-inslag om läkare, Dagens Medicin, 15 oktober 2007
63. ↑  Förlorade husen - utan att veta om det, Uppdrag granskning
64. ↑  Dyrt köpa uppskattning på nätet, Uppdrag granskning
65. ↑  Ur SVT:S Uppdrag Granskning tisdag – Socialstyrelsen godkänner läkare utan kunskap, Tvärsnytt, 22 maj 2007
66. ↑  Nattstädarna som sliter för slavlöner, Uppdrag granskning
67. ↑  Bortkastat utbytesår för Emma och Ludde, Uppdrag granskning
68. ↑  Lögnaktiga säljmetoder lurar företagare, Uppdrag granskning
69. ↑  Patrick, 22, hamnade i lånespiral, Uppdrag granskning
70. ↑  Prisas för miljöjournalistik, 29 november 2008, Svenska Dagbladet
71. ↑  ”Laika Film & Television”. Arkiverad från originalet den 2 juni 2018. https://web.archive.org/web/20180602122138/http://laikafilm.se/sv/svensk-karnkraft-har-en-dold-baksida/. Läst 2 juni 2018.
72. ↑  SVT-team får pris för ”Fondbluffen”, SVT Nyheter, 3 mars 2009
73. ↑  Åtta jobb nominerade till Årets miljöjournalist, Medievärlden, 22 oktober 2008
74. ↑  ”Arbetsbeskrivning Guldspaden 2009”. Arkiverad från originalet den 14 juli 2014. https://web.archive.org/web/20140714130501/http://www.fgj.se/Portals/0/docs/Guldspaden/2008/rikstv_josefs_de.doc. Läst 9 juli 2014.
75. ↑  ”Nominering till Stora Journalistpriset 2008”. Arkiverad från originalet den 6 december 2013. https://web.archive.org/web/20131206153529/http://www.fgj.se/Portals/0/docs/Guldspaden/2008/rikstv_sista_vilan.doc. Läst 9 juli 2014.
76. ↑  Grannfejden som aldrig tar slut, Aftonbladet, 3 september 2008
77. ↑  ”ANMÄLAN GULDSPADEN UPPDRAG GRANSKNING DEN 19/3 2008”. Arkiverad från originalet den 14 juli 2014. https://web.archive.org/web/20140714212256/http://www.fgj.se/Portals/0/docs/Guldspaden/2008/RIKSTV_arbetsbeskrivning%20mirakeltanten.doc. Läst 9 juli 2014.
78. ↑  ”Arbetsbeskrivning ”Dyrkat lås””. Arkiverad från originalet den 9 juli 2014. https://web.archive.org/web/20140709201119/http://www.fgj.se/Portals/0/docs/Guldspaden/2008/Rikstv_dyrkat%20l%C3%A5s.doc. Läst 9 juli 2014.
79. ↑  ’Den bitre smag af te’ breder sig til hele verden, DR Presse, 12 mars 2009
80. ↑  Sjömännen var i piraternas våld - i 71 dagar, Uppdrag granskning
81. ↑  Williamson-affären: Vatikanen kände till hans uttalanden, Uppdrag granskning
82. ↑  Helenas dotter pekades ut som misstänkt terrorist, Uppdrag granskning
83. ↑  Familjens bostad: ett hotellrum på 25 kvadratmeter, Uppdrag granskning
84. ↑  MMA - en kampsport som både lockar och skrämmer, Uppdrag granskning
85. ↑  Klimatmålen: Regeringen går emot tunga experter, Uppdrag granskning
86. ↑  Miste sjukpengen - tog sitt liv, Uppdrag granskning
87. ↑  Arbetsgivare tjänar stora pengar på hyrd personal, Uppdrag granskning
88. ↑  http://www.svt.se/ug/har-koper-fredsarbetarna-sex
89. ↑  "Här dumpade Ryssland radioaktivt avfall", Uppdrag granskning
90. ↑  http://www.svt.se/ug/kerstins-tander-forstordes-av-lagpristandlakare
91. ↑  http://www.svt.se/ug/din-doda-dotter-spokar-1
92. ↑  Gordh Humlesjö, Axel: "Svenska fiskare bidrar till ockupationen", SVT, 2010-03-03 (Läst 2019-02-22)
93. ↑  http://www.svt.se/ug/det-var-under-piskan
94. ↑  http://www.svt.se/ug/sa-gjorde-vi-reportaget-den-andra-valdtakten
95. ↑  http://www.svt.se/ug/kvinnor-nobbas-i-styrelserna
96. ↑  Nya svartjobb på McDonald's, Uppdrag granskning
97. ↑  Fakturorna till kommunen blåstes upp, Uppdrag granskning
98. ↑  Invandrare vägras legitimation, Uppdrag granskning
99. ↑  Utsläppsrätterna gör all el dyrare, Uppdrag granskning
100. ↑  Läkarna lät Samuel dö - nu utreds fallet av åklagare, Uppdrag granskning
101. ↑  Bankledningarna sitter kvar - trots miljardförlusterna, Uppdrag granskning
102. ↑  Sjukhuskonsulterna får miljoner för nedskärningarna, Uppdrag granskning
103. ↑  Hästar slaktas utan kontroll, Uppdrag granskning
104. ↑  http://www.svt.se/ug/spekulanterna-pa-borsen-knackte-sparbanksstiftelserna
105. ↑  Felaktiga råd till kvinnor med vestibulit, Uppdrag granskning
106. ↑  Myndigheter hindras utreda dumpningarna, Uppdrag granskning
107. ↑  Båtolyckan följdes av fyra år med rättegångar, Uppdrag granskning
108. ↑  http://www.svt.se/ug/svenska-skolor-saljs-till-fonder-i-utlandska-skatteparadis
109. ↑  http://www.svt.se/ug/sa-gjorde-vi-reportaget-svart-polyester
110. ↑  http://www.svt.se/ug/natverk-i-offentliga-miljoer-latta-att-kapa
111. ↑  http://www.svt.se/ug/sa-gjorde-vi-reportaget-de-forlorade-barnen
112. ↑  http://www.svt.se/ug/sara-skickades-tillbaka-till-gambia-och-overgavs
113. ↑  http://www.svt.se/ug/brottsmisstankt-chef-fick-tva-miljoner-i-fallskarm
114. ↑  http://www.svt.se/ug/christina-31-ar-vaknade-aldrig-efter-operationen-i-polen
115. ↑  http://www.svt.se/ug/falck-ambulans-morkar-livsviktiga-brister-och-misstag
116. ↑  Så gjorde vi reportaget om rattfylleribrotten, Uppdrag granskning
117. ↑  Så gjorde vi reportaget om ambulansen i Åsele, Uppdrag granskning
118. ↑  7/3: Han styr över landets största musiktävling, Uppdrag granskning
119. ↑  Maria, 50, hittades brinnande i sin lägenhet, Uppdrag granskning
120. ↑  Så gjorde vi reportaget om lönebidragen, Uppdrag granskning
121. ↑  Ikea avverkar unik urskog – i skydd av miljöflagg, Uppdrag granskning
122. ↑  Kommunen försökte få politiker att ändra i polisanmälan , Uppdrag granskning
123. ↑  SVT tvingas klippa om Uppdrag Granskning om Lars Vilks Arkiverad 27 december 2012 hämtat från the Wayback Machine., Dagens Media, 5 oktober 2012
124. ↑  Lena fick magen förstörd av laserfettsugningen, Uppdrag granskning
125. ↑  Spelet bakom Saabs konkurs, Uppdrag granskning
126. ↑  Elever erkände misshandel – polisen la fallet åt sidan, Uppdrag granskning
127. ↑  Vattenkraftverken rena dödsfällan för laxen, Uppdrag granskning
128. ↑  Mångfaldspris för modig granskning, Uppdrag granskning, 23 oktober 2013
129. ↑  DN.se
130. ↑  Så granskades Swedish Connections, Uppdrag granskning, 19 november 2014
131. ↑  http://www.svt.se/ug/valdtagen-pa-natet
132. ↑  http://www.svt.se/ug/det-ljugande-barnet
133. ↑  http://www.svt.se/ug/leva-och-do-i-grums
134. ↑  http://www.svt.se/ug/mellan-stolarna
135. ↑  http://www.svt.se/ug/den-slutna-cirkeln
136. ↑  http://www.svt.se/ug/det-svarta-halet
137. ↑  http://www.svt.se/ug/det-italienska-handslaget
138. ↑  http://www.svt.se/ug/sa-gjordes-reportaget-kris-i-bregottfabriken
139. ↑  http://www.svt.se/ug/ug-referens/ug-referens-stjarnkirurg-till-varje-pris
140. ↑  http://www.svt.se/ug/ug-referens-sveriges-storsta-muta-1
141. ↑  http://www.svt.se/ug/tv4-en-lite-mindre-del-av-sverige
142. ↑  http://www.svt.se/ug/sa-gjordes-kommungranskarnas-reportage-fran-knivsta
143. ↑  http://www.svt.se/ug/onsdag-barnen-pa-gatan
144. ↑  http://www.svt.se/ug/jag-vill-inte-bli-glomd
145. ↑  Frida Johanson. "UG-referens: När samhället tittar bort", Uppdrag Granskning, Sveriges Television, 23 september 2015.
146. ↑  http://www.svt.se/ug/avslojar-okanda-uppgifter-om-sjalvmordsbomben-i-stockholm
147. ↑  http://www.svt.se/ug/timmarna-pa-psyket
148. ↑  http://www.svt.se/ug/den-yttre-gransen-1
149. ↑  http://www.svt.se/ug/mjolkkrisen-bro-over-morka-vatten
150. ↑  http://www.svt.se/ug/pa-promenad
151. ↑  http://www.svt.se/ug/tack-gode-gud-for-pengarna
152. ↑  http://www.svt.se/ug/valkommen-till-sverige-2
153. ↑  http://www.svt.se/ug/lugna-gatan
154. ↑  http://www.svt.se/ug/aret-med-uppdrag-granskning
155. ↑  http://www.svt.se/ug/vi-har-slosat
156. ↑  http://www.svt.se/ug/de-hotade
157. ↑  http://www.svt.se/ug/raddningshelikoptern-som-inte-kom-fram
158. ↑  http://www.svt.se/ug/svartmaklarna
159. ↑  http://www.svt.se/ug/den-branda-jordens-taktik
160. ↑  http://www.svt.se/ug/sopkriget
161. ↑  http://www.svt.se/ug/ug-referens/springnotan
162. ↑  http://www.svt.se/ug/falska-lakare-arbetade-utan-legitimation
163. ↑  http://www.svt.se/ug/satte-inte-stopp-for-farlig-lakare
164. ↑  http://www.svt.se/ug/historiens-storsta-lacka-avslojar-skatteflykten
165. ↑  http://www.svt.se/ug/utredning-efter-utredning-laggs-ner
166. ↑  http://www.svt.se/ug/konkurrensens-pris
167. ↑  http://www.svt.se/ug/personalen-byttes-ut-mot-praktikanter
168. ↑  http://www.svt.se/ug/en-bedraglig-god-man
169. ↑  http://www.svt.se/ug/ug-referens/den-hemliga-kunden
170. ↑  http://www.svt.se/ug/ug-special-fotbollsidioter
171. ↑  http://www.svt.se/ug/ug-referens/alder-okand
172. ↑  http://www.svt.se/ug/ug-referens/fallet-assange-1
173. ↑  http://www.svt.se/ug/ug-referens/sharmaki-barn-eller-vuxen
174. ↑  All time high, Uppdrag ganskning
175. ↑  http://www.svt.se:80/ug/ug-referens/fallet-wijk
176. ↑  http://www.svt.se:80/ug/ug-referens/att-vara-agd
177. ↑  http://www.svt.se/ug/ug-referens/gladjebetygen
178. ↑  http://www.svt.se/ug/ug-referens/bittra-druvor
179. ↑  http://www.svt.se:80/ug/ug-referens/svenskt-bistand
180. ↑  http://www.svt.se:80/ug/ug-referens/hero
181. ↑  https://www.svt.se/nyheter/granskning/ug/referens/kalifatet-kallar
182. ↑  https://www.svt.se/nyheter/granskning/ug/referens/den-svenske-terroristen
183. ↑  https://www.svt.se/nyheter/granskning/ug/referens/tystnadens-kultur
184. ↑  https://www.svt.se/nyheter/granskning/ug/referens/kader-mot-sverige
185. ↑  https://www.svt.se/nyheter/granskning/ug/referens/en-arbetares-dod
186. ↑  https://www.svt.se/nyheter/granskning/ug/hur-gick-det-for-pojkarna-fran-fittja
187. ↑  https://www.svt.se/nyheter/granskning/ug/referens/nar-gransen-ar-nadd
188. ↑  https://www.svt.se/nyheter/granskning/ug/referens/det-gyllene-fangelset
189. ↑  Kommungranskarna: Sigtuna, Uppdrag granskning
190. ↑  Daglönarna, Uppdrag granskning
191. ↑  Digitala utpressare, Uppdrag granskning
192. ↑  Så skapades den stora splittringen i hamnen, GT, 17 januari 2018
193. ↑  Samir Bezzazi: Polisens tillslag kan ha en avskräckande effekt, SVT, 21 november 2018
194. ↑  UG-referens: Swedbank och penningtvätten, SVT, 2019-02-20 (Läst 2019-03-21)
195. ↑  SVT avslöjar: Misstänkt penningtvätt i Swedbank, SVT, 2019-02-20 (Läst 2019-03-21)
196. ↑  UG-referens – Swedbank och penningtvätten: Del 2, SVT, 2019-02-27 (Läst 2019-03-21)
197. ↑  UG-referens: Utredning nedlagd, SVT, 2019-03-14 (Läst 2019-03-21)
198. ↑  Misstänkta hörs inte i våldtäktsutredningar – helt emot vad som rekommenderas, SVT, 2019-03-12 (Läst 2019-03-21)
199. ↑  UG-referens: Blåsningen i Östersund, SVT, 2019-03-20 (Läst 2019-03-21)
200. ↑  Blåsningen i Östersund - Fusket bakom det svenska fotbollsundret, SVT, 2019-03-19 (Läst 2019-03-21)
201. ↑  UG-referens: Swedbank och amerikanerna, Uppdrag granskning, 27 mars 2019
202. ↑  UG-referens: Tranståget och tonårsflickorna, Uppdrag granskning, 3 april 2019
203. ↑  TVÅ FÄLLNINGAR OCH FYRA FRIANDEN FÖR SVT, SVT Programetiks informationsbrev 2020-04-27
204. ↑  UG-referens: Psykrevolten, Uppdrag granskning, 10 april 2019
205. ↑  UG-referens: Biltema – en solskenshistoria, Uppdrag granskning, 17 april 2019
206. ↑  UG-referens: Den dömde tränaren, Uppdrag granskning, 21 augusti 2019
207. ↑  UG-referens: Larmet från Filipstad, Uppdrag granskning, 28 augusti 2019
208. ↑  UG-referens: Marikas kamp, Uppdrag granskning, 4 september 2019
209. ↑  UG-referens: Den sjuka stressen, Uppdrag granskning, 11 september 2019
210. ↑  UG-referens: Tranståget: Del 2, Uppdrag granskning, 9 oktober 2019
211. ↑  Henke, Jesper, et al.: Sveriges största byggbolag sponsrade valkampanj för Socialdemokraterna i Sigtuna, SVT, 2 september 2020 (Läst 3 september 2020)
212. ↑  Henke, Jesper, et al.: Hemliga pakten mellan S, Peab och lokala ledaren, SVT, 2 september 2020 (Läst 3 september 2020)
213. ↑  Pettersson, Jonas: UG-referens: Makt till varje pris, SVT, 2 september 2020 (Läst 8 september 2020)
214. ↑  Henke, Jesper, et al.: Så satte S och Peab demokratin ur spel – hemligt dokument avslöjar upplägget i Sigtuna, SVT, 9 september 2020 (Läst 12 september 2020)
215. ↑  Henke, Jesper, et al.: Peab misstänkte egna mutbrott i Sigtuna – polisanmälde aldrig, SVT, 9 september 2020 (Läst 12 september 2020)
216. ↑  Pettersson, Jonas: UG-referens: Makt till varje pris – del 2, SVT, 9 september 2020 (Läst 12 september 2020)
217. ↑  Dyfvermark, Joachim, et al.: Misstänkt mångmiljonmuta från Telia togs aldrig upp av åklagaren – hade kunnat förändra rättegången, SVT, 16 september 2020 (Läst 20 september 2020)
218. ↑  Lindahl, David: UG-referens: Telia och hemligheten, SVT, 17 september 2020 (Läst 20 september 2020)
219. ↑  SEB kopplas till känd rysk härva av penningtvätt, SVT, 23 september 2020 (Läst 23 september 2020)
220. ↑  Amerikanska storbanker larmar: Misstänkt penningtvätt i SEB – på 8,2 miljarder, SVT, 23 september 2020 (Läst 23 september 2020)
221. ↑  ”Uppdrag granskning avslöjar: Flera barn har fått skador i transvården”. SVT. 24 november 2021. https://www.svt.se/nyheter/granskning/ug/uppdrag-granskning-avslojar-flera-barn-har-fatt-skador-i-transvarden. Läst 13 juli 2022.
222. ↑  ”Guldspadar till SVT Nyheter Skåne, Uppdrag granskning och Diamant Salihu”. SVT. 23 maj 2022. https://omoss.svt.se/arkiv/nyhetsarkiv/2022-05-23-guldspadar-till-svt-nyheter-skane-uppdrag-granskning-och-diamant-salihu.html. Läst 21 juli 2022.
223. ↑  UGs Axel Björklund om granskningen av Påskupploppen: ”Vi ville teckna en fullödig bild av händelserna”, Journalisten, 24 mars 2023
224. ↑  De har granskat den svenska demensvården: "Skrämmande", P4 Göteborg, 13 april 2023
225. ↑  Videon avslöjar: Här avlivas hönor utan bedövning, Uppdrag granskning, 31 oktober 2023
226. ↑  Guldspaden Vinnare 2023, Föreningen Grävande Journalister